# Протесты в Беларуси (2020—2021)
Акции протеста в Беларуси начались в ночь с 9 на 10 августа 2020 года в связи с объявлением официальных итогов президентских выборов, согласно которым победу на них одержал действующий президент Александр Лукашенко. С этого дня акции приобрели общенациональные масштабы, а ситуация в стране стала характеризоваться как политический кризис.
Массовые протесты прервались в марте 2021 года. Очередная вспышка демонстраций произошла в феврале 2022 года, но была короткой и на данный момент является их частичным завершением.

## Основные данные
Массовые протесты на всей территории Беларуси развернулись в день выборов, сразу после закрытия участков и оглашения предварительных результатов голосования. Протестующие обвинили власти в фальсификации итогов выборов. По официальным данным ЦИКа, Лукашенко набрал 80,1 % голосов. По данным зарубежных экзитполов, он получил лишь 10,09 % голосов, а его главная соперница Светлана Тихановская — 71,28 %.
Уличные манифестации первых дней были разогнаны милицией с применением слезоточивого газа, светошумовых гранат, водомётов и резиновых пуль. В некоторых местах использовались сотрудники силовых служб в гражданской одежде. По утверждению представителей силовых структур, это было оправдано провокациями и нарушениями общественного порядка со стороны демонстрантов. 9 августа было задержано около 3 тыс. человек, 10 августа — более 2 тыс., 11 августа — около 1 тыс., 12 августа — около 700 человек.
Достоянием гласности стала чрезмерная жестокость, с которой сотрудники силовых органов обращались с протестующими в первые дни протестов. Сотрудники силовых структур массово применяли пытки и иные виды жестокого обращения. За первую неделю протестов 2 человека погибли и более 200 было ранено. Позднее ещё 1 человек умер в Бресте.
На белорусских государственных предприятиях прошли забастовки с требованиями прекратить пытки в отношении задержанных, привлечь виновных к ответственности, провести честные выборы. 16 и 23 августа в центре Минска собиралось по несколько сотен тысяч протестующих.
В середине августа по инициативе экс-кандидата в президенты Светланы Тихановской был сформирован «Координационный совет по организации процесса преодоления политического кризиса», декларировавший намерение вести переговоры о трансфере власти, однако Конституционный суд Республики Беларусь признал его незаконным. 19 августа Генеральная прокуратура Беларуси возбудила уголовное дело по факту создания «Координационного совета». Его членов обвиняют в публичных призывах к захвату государственной власти и совершении действий, направленных на причинение вреда национальной безопасности. Ряд членов КС был задержан либо вынужден под давлением властей покинуть страну, после чего они занялись координацией действий протестующих из-за рубежа, в том числе через Telegram-каналы, поддерживающие белорусскую оппозицию.
Публично заявленная в этот период поддержка со стороны российского президента Владимира Путина помогла Александру Лукашенко удержать власть, и после непродолжительного затишья в августе силовые органы с началом осени постепенно увеличили давление на протестующих. По данным правозащитников, на 22 ноября количество задержаний участников протестов превысило 30 тыс. На политических противников власти было заведено более 2300 уголовных дел. В отношении представителей силовых структур, в том числе по фактам убийств, не было заведено ни одного уголовного дела.
Наиболее массовыми акциями протеста в последующие месяцы стали воскресные марши оппозиции в Минске. Каждую неделю в столице проходили женские шествия, шествия пенсионеров и инвалидов. Ежедневно в Минске и других городах проводились многочисленные акции солидарности студентов и профессорско-преподавательского состава вузов, научных работников, юристов, медиков, спортсменов, представителей бизнес-сообщества, журналистов, обычных горожан (пикеты, митинги, «цепочки солидарности», перформансы, демонстрация оппозиционной символики, граффити и надписи политического содержания). Каждый вечер в спальных районах Минска проходили дворовые протестные акции, на которых перед собравшимися выступали местные музыканты и артисты. Большие масштабы приняло размещение в интернете коллективных и индивидуальных видеообращений, открытых писем.
Сам Лукашенко называл выборы состоявшимися, а протесты — организованными из-за рубежа. США и большинство стран Евросоюза (в первую очередь, Польша и страны Балтии), в отличие от России, не признали итоги выборов. Евросоюз, США и Канада приняли 3 пакета санкций в отношении представителей руководства Беларуси, включая президента Александра Лукашенко, членов избирательных комиссий, руководителей и сотрудников силовых органов, руководителей крупных государственных предприятий.
На фоне непрекращающихся протестов президент Лукашенко заявил о необходимости изменения конституции, отметив, что готов поделиться полномочиями в пользу других ветвей власти. Палата представителей Национального собрания Беларуси в начале октября начала принимать предложения по внесению изменений в конституцию. Белорусская оппозиция, однако, отказалась обсуждать поправки в конституцию с властями, настаивая на проведении новых президентских выборов.
К концу зимы 2020/2021 года массовые акции протеста в Беларуси прекратились. Продолжаются небольшие выступления внутри страны и акции солидарности за пределами Беларуси. По состоянию на октябрь 2021 года, в стране было более 800 политзаключённых (по данным «Весны»).

## Предыстория
21 мая 2020 года в Беларуси началась кампания по сбору подписей в поддержку выдвижения кандидатур на пост президента. Инициативные группы зарегистрировали Александра Лукашенко, Виктора Бабарико, Валерия Цепкало, Сергея Тихановского и других.
Наиболее активно кампанию начал предприниматель и блогер Сергей Тихановский, однако 29 мая во время пикета по сбору подписей в городе Гродно Тихановский был задержан и вскоре обвинён в действиях, грубо нарушающих общественный порядок. В связи с тем, что ЦИК отказалась регистрировать арестованного кандидата по доверенности, заявку на регистрацию от себя лично подала его жена Светлана Тихановская. Команда Тихановского поддержала Светлану, пикеты и митинги в её поддержку проходили по всей стране.
Помимо этого активную кампанию начали экс-глава «Белгазпромбанка» Виктор Бабарико и Валерий Цепкало, которые по данным ЦИК собрали 165 тыс. и 75 тыс. подписей соответственно. Однако кандидаты заявили, что они предоставили больше подписей. 18 июня задержали Бабарико по подозрении в отмывании денег через «Белгазпромбанк» (во владении «Газпром» и «Газпромбанк»). В эти дни прошли первые акции протестов. Объясняя арест Бабарико, глава Комитета госконтроля Иван Тертель заявил, что за банкиром стояли «большие начальники в „Газпроме“, а может быть, и выше». А после решения ЦИК 14 июля 2020 года о снятии этих кандидатов, в областных городах Беларуси прошли массовые акции протеста в их поддержку, было задержано более 300 человек.
После того, как в регистрации было отказано Бабарико и Цепкало, их штабы поддержали Тихановскую как единого оппозиционного кандидата.

## Ход событий
Силовые органы заранее начали готовиться к разгону протестующих, аргументируя подготовку устранением возможных беспорядков. В основной день голосования на дорогах Минска были замечены колонны техники: автозаки, водомёты, автобусы с силовиками. 9 августа, сразу после окончания голосования, на одном из национальных телеканалов были объявлены результаты экзитпола, согласно которым Лукашенко набрал около 80 % голосов. Это объявление вызвало массовые протесты на всей территории Беларуси. Протестующие обвиняли власти в фальсификации итогов выборов в пользу действующего президента.
В ночь с 9 на 10 августа участники акций в Минске построили баррикады из мусорных баков. Для разгона собравшихся ОМОН применил светошумовые гранаты и водомёты.
10 августа адвокат Максим Знак, член штаба Виктора Бабарико, по доверенности от кандидата Светланы Тихановской подал жалобу в Центризбирком по итогам выборов. Но в комиссии заявили, что доводы носят по существу предположительный характер, поэтому ЦИК не нашёл оснований для признания выборов недействительными.
По словам председателя КГБ Валерия Вакульчика, 10 августа, опасаясь провокаций и покушения на жизнь, сотрудники правоохранительных органов вывезли Светлану Тихановскую в Литву, где в это время уже находились её дети. По словам Ольги Ковальковой, доверенного лица Тихановской, у Светланы не было выбора.
В следующие 2 дня происходили столкновения протестующих с сотрудниками правоохранительных органов, сопровождавшиеся массовыми избиениями, уничтожением собственности. Сотрудники МВД проводили массовые задержания, в том числе лиц, не участвовавших в протестах, подростков, журналистов, медиков. Против граждан применяли слезоточивый газ, светошумовые гранаты, водомёты, резиновые пули и в некоторых случаях огнестрельное оружие, что, по мнению главы СК Ивана Носкевича, было оправдано нарушениями общественного порядка со стороны демонстрантов, при этом были пострадавшие с обеих сторон. Выпущенные задержанные свидетельствовали об издевательствах и пытках. В результате, по состоянию на 15 августа, было убито двое протестующих, более двухсот было ранено, около ста, по словам их близких, пропали без вести.
С 11 августа начались забастовки на некоторых белорусских государственных предприятиях с требованиями прекратить пытки в отношении задержанных, привлечь виновных к ответственности, провести честные выборы. По подтверждённой информации, по крайней мере в Брест были введены военные в гражданской одежде, применившие табельное оружие на поражение. Так, ими был застрелен скончавшийся позднее в госпитале Геннадий Шутов. При этом чрезвычайное положение объявлено не было.
Самые массовые акции протеста в стране прошли 16 августа, когда в центре Минска собралось, по оценкам некоторых СМИ, от 200 до 400 тыс. человек, а по всей Беларуси — больше миллиона человек. 23 августа состоялась повторная массовая акция, в которой, по оценке СМИ, участвовало до 250 тыс. человек только в городе Минске, а по официальной версии МВД — около 20 тыс. человек.
8 сентября появилась информация, что власти Беларуси разработали план выхода из кризиса — изменение Конституции и проведение новых выборов к 2022 году.
Светлана Тихановская заявила, что при Лукашенко конституционная реформа невозможна, она выдвинула 13 октября ультиматум, потребовав от Александра Лукашенко уйти в отставку до 25 октября и призвав в случае невыполнения к общенациональной забастовке. 26 октября на некоторых предприятиях страны активисты начали забастовку.
11 февраля 2021 года глава КГБ Иван Тертель объявил, что в целом ситуация в Беларуси стабилизировалась и протесты сошли на нет. Доверившись ему, «Московский комсомолец» 13 февраля сообщил, что массовые акции протеста в Беларуси прекратились.
Белорусская оппозиция попыталась возобновить массовые протесты. 20 февраля Светлана Тихановская призвала своих сторонников возобновить уличные протесты — мобилизовать все ресурсы, чтобы 25 марта «на вторую волну протеста у режима не хватило ни сил, ни денег». 25 марта оппозиция рассчитывала организовать в Беларуси множество протестных акций. При этом Тихановская призвала воздержаться от централизованных маршей, рассредоточив протест по Минску: в виде множества одновременных локальных гражданских акций.
Однако провести массовую акцию 25 марта не удалось. В этот день в Минске прошли 2 шествия, но в основном протестные акции в белорусской столице в этом день были малочисленными (иногда в форме одиночных пикетов). При этом белорусские власти стянули в Минск специальные подразделения. Утром в Минске был задержан ряд оппозиционеров. Всего же за участие в протестах 25 марта власти задержали более 200 человек.

## Применение насилия против правоохранителей
После жёстких разгонов в ночь с 9 на 10 августа некоторые из демонстрантов использовали против милиции пиротехнику и «коктейли Молотова». 10 августа в Пинске группа лиц с палками в руках устроила ответную атаку на сотрудников милиции.
По данным МВД, в ночь с 9 по 10 августа в результате столкновений пострадали 39 сотрудников милиции. На 14 августа число пострадавших сотрудников милиции увеличилось до 121. 22 августа было возбуждено 46 уголовных дел за насилие в отношении правоохранителей. Глава МВД Юрий Караев заявил, что многие СМИ нацелены на дискредитацию правоохранительных органов и замалчивают сведения о пострадавших милиционерах — совершались преднамеренные наезды на нескольких правоохранителей, которых с тяжёлыми травмами доставляли в госпиталь.
31 августа начальник главного управления идеологической работы Министерства обороны Леонид Викторович Касинский заявил, что найдены тайники протестующих с кольями и прутами, а на крышах жилых домов — мешки с камнями, покрышки и горючие жидкости. 6 сентября глава МВД Юрий Караев сообщил, что после акций протеста в больницах с тяжёлыми увечьями остаются 30 силовиков.

## Применение насилия против протестующих

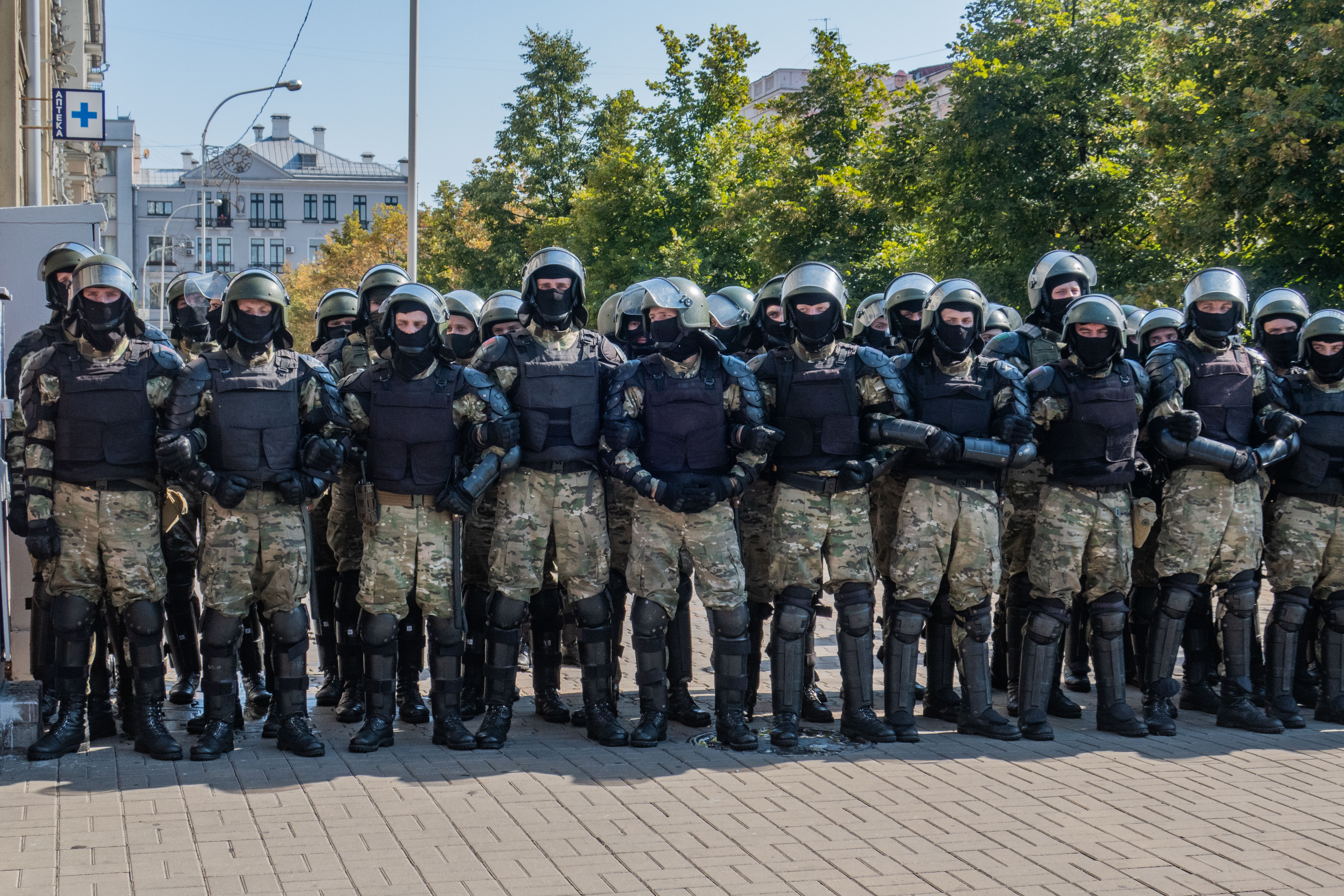
Оцепление из военнослужащих внутренних войск. Минск, 30 августа

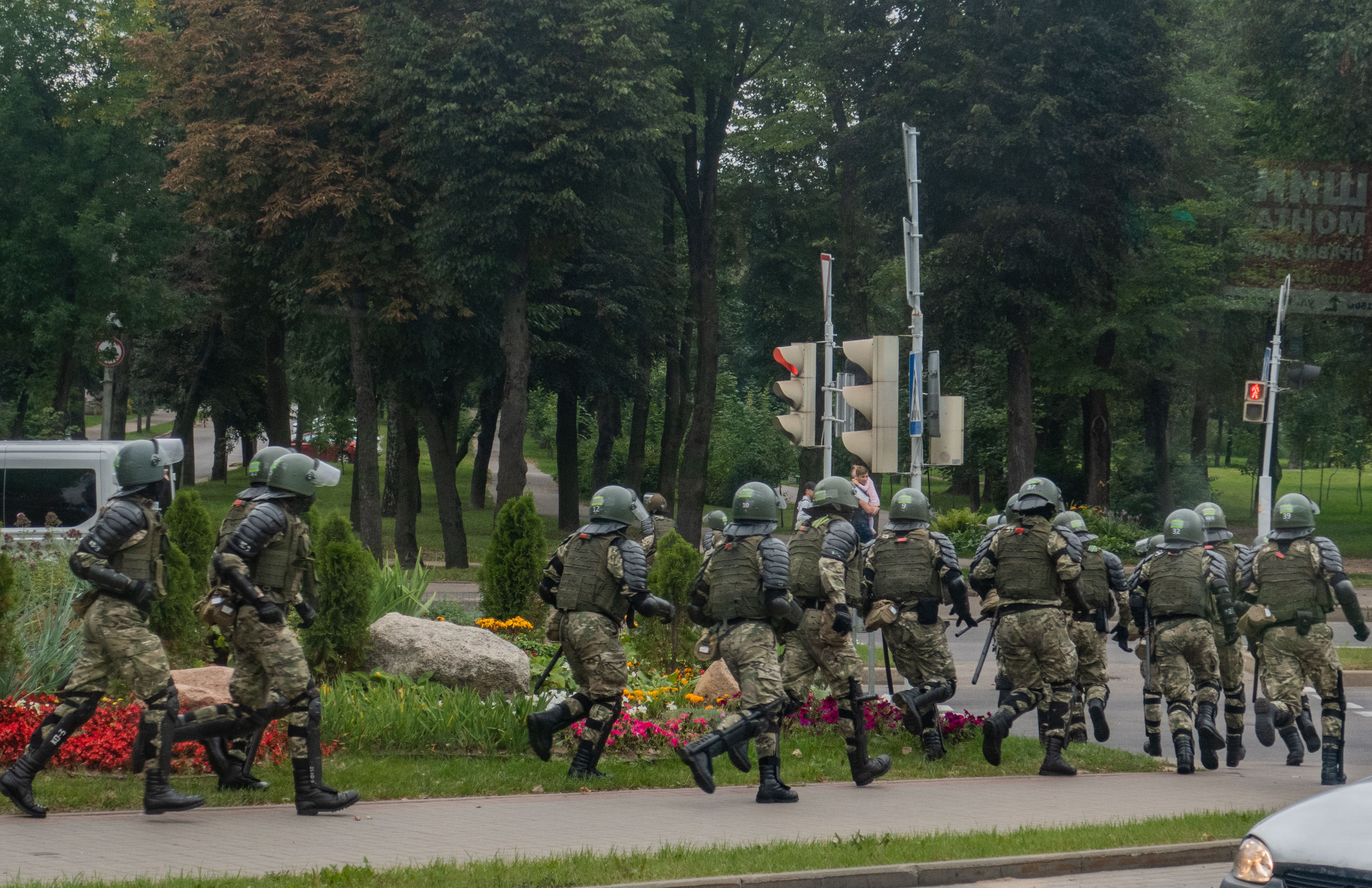
Минск, 6 сентября. Отряд внутренних войск окружает квартал в посёлке тракторного завода. Впоследствии сообщалось о массовых задержаниях в этом районе

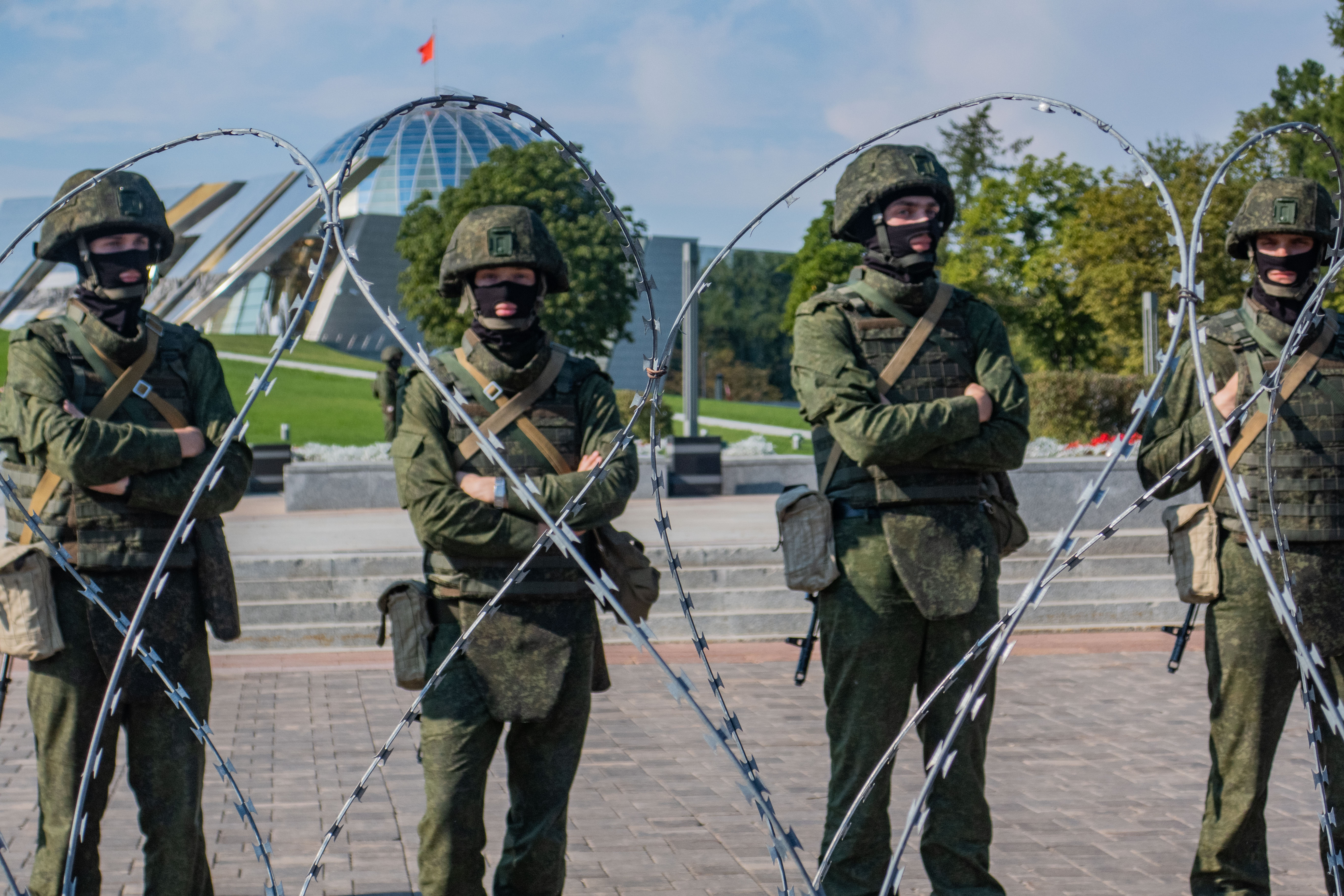
Оцепление из военнослужащих Вооружённых сил. Минск, 30 августа

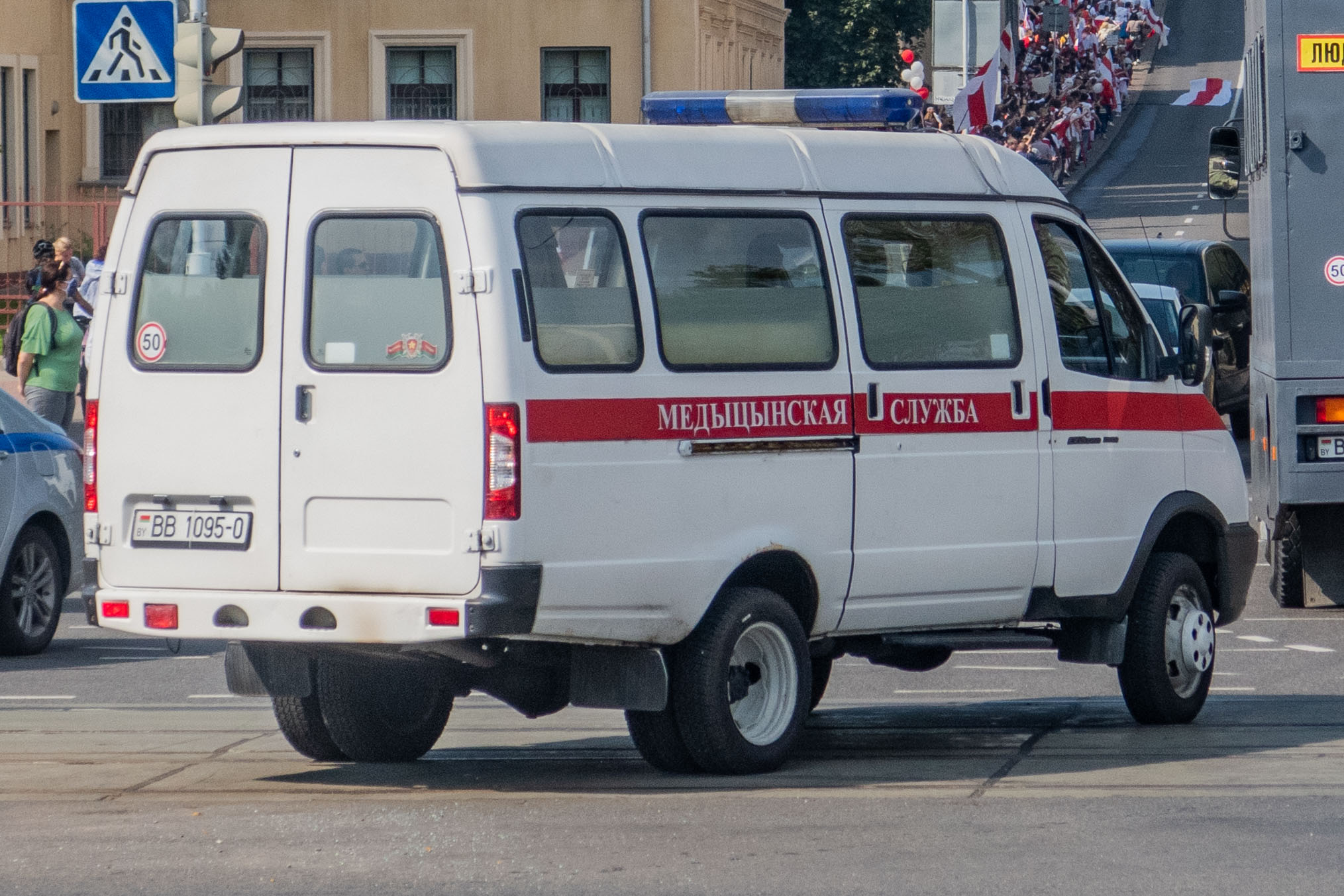
Сообщалось об использовании силовиками автомобилей скорой помощи или внешне похожих на них машин. На фото — микроавтобус ведомственной медслужбы в расцветке скорой помощи с проблесковыми маяками, надписью «Медицинская служба» и номерами внутренних войск

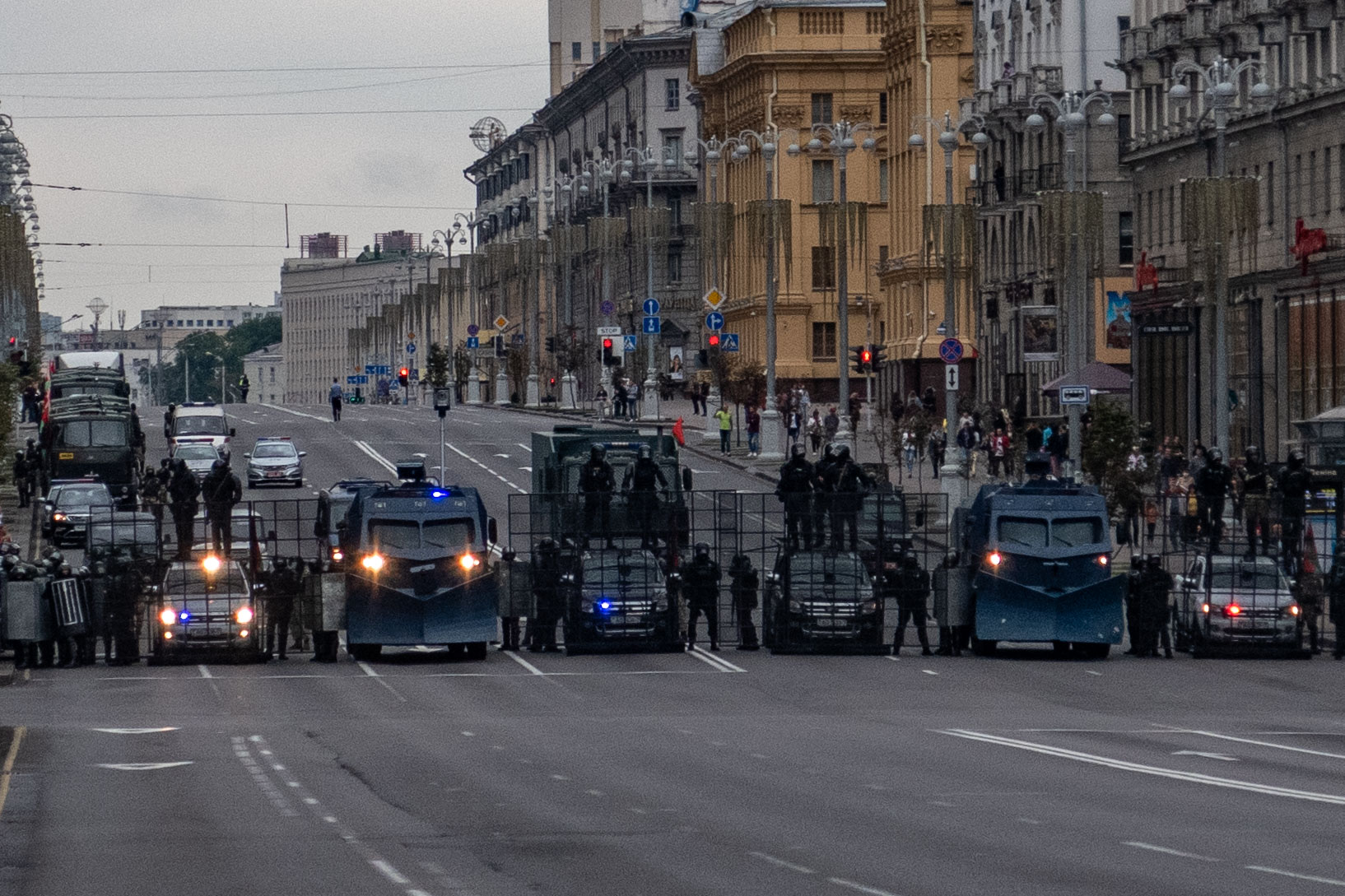
4 мобильные баррикады «Забор-Барьер» и 2 водомёта BR6 «Хищник» с бульдозерными отвалами перекрывают проезжую часть проспекта Независимости. ОМОН и внутренние войска закрывают бреши между машинами и занимают тротуары. Минск, 6 сентября

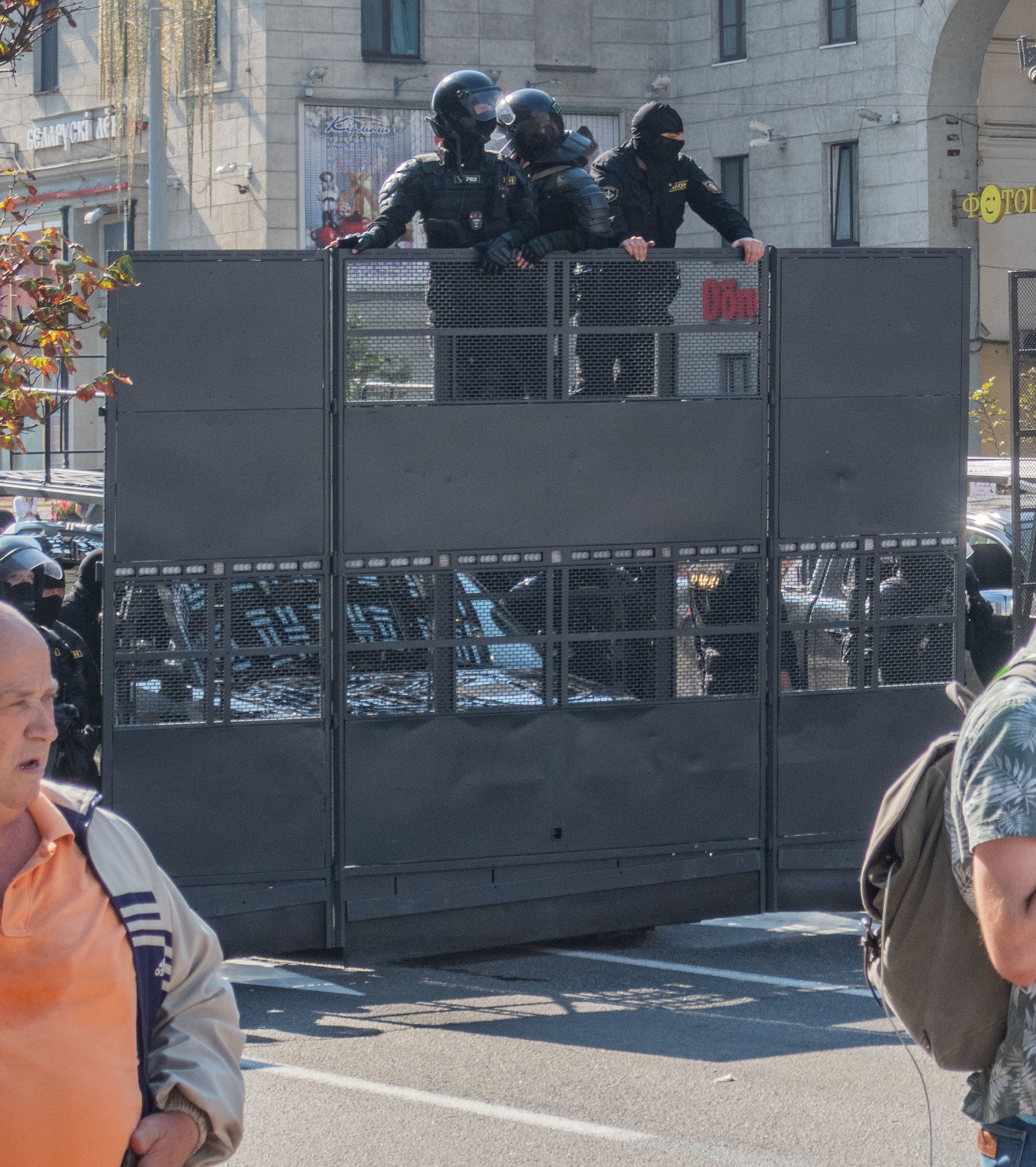
Бойцы ОМОНа на штурмовом заградительном комплексе «Рубеж». Минск, 30 августа

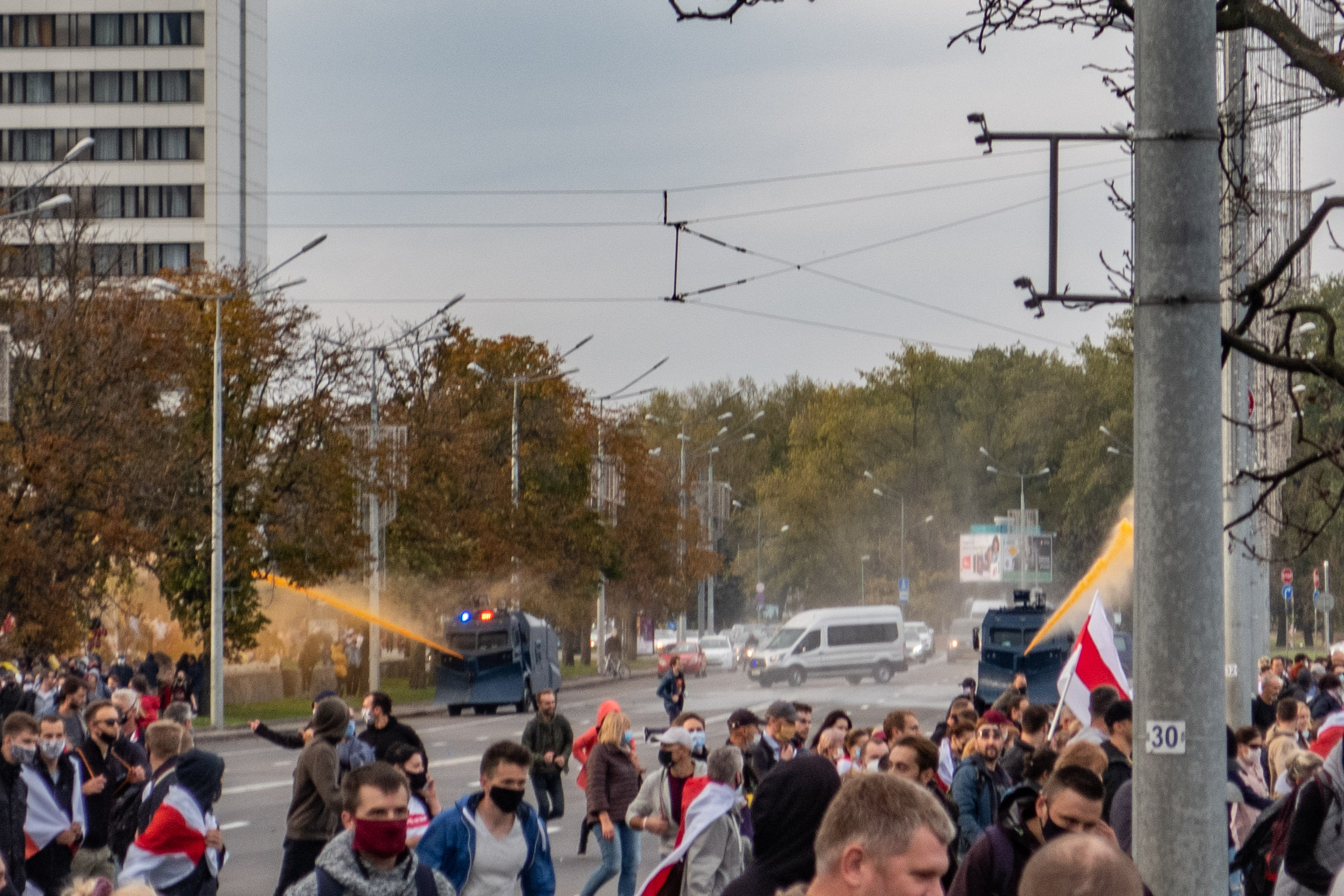
Применение водомёта с окрашенной водой (для окрашивания одежды и кожи) против протестующих. Минск, 4 октября

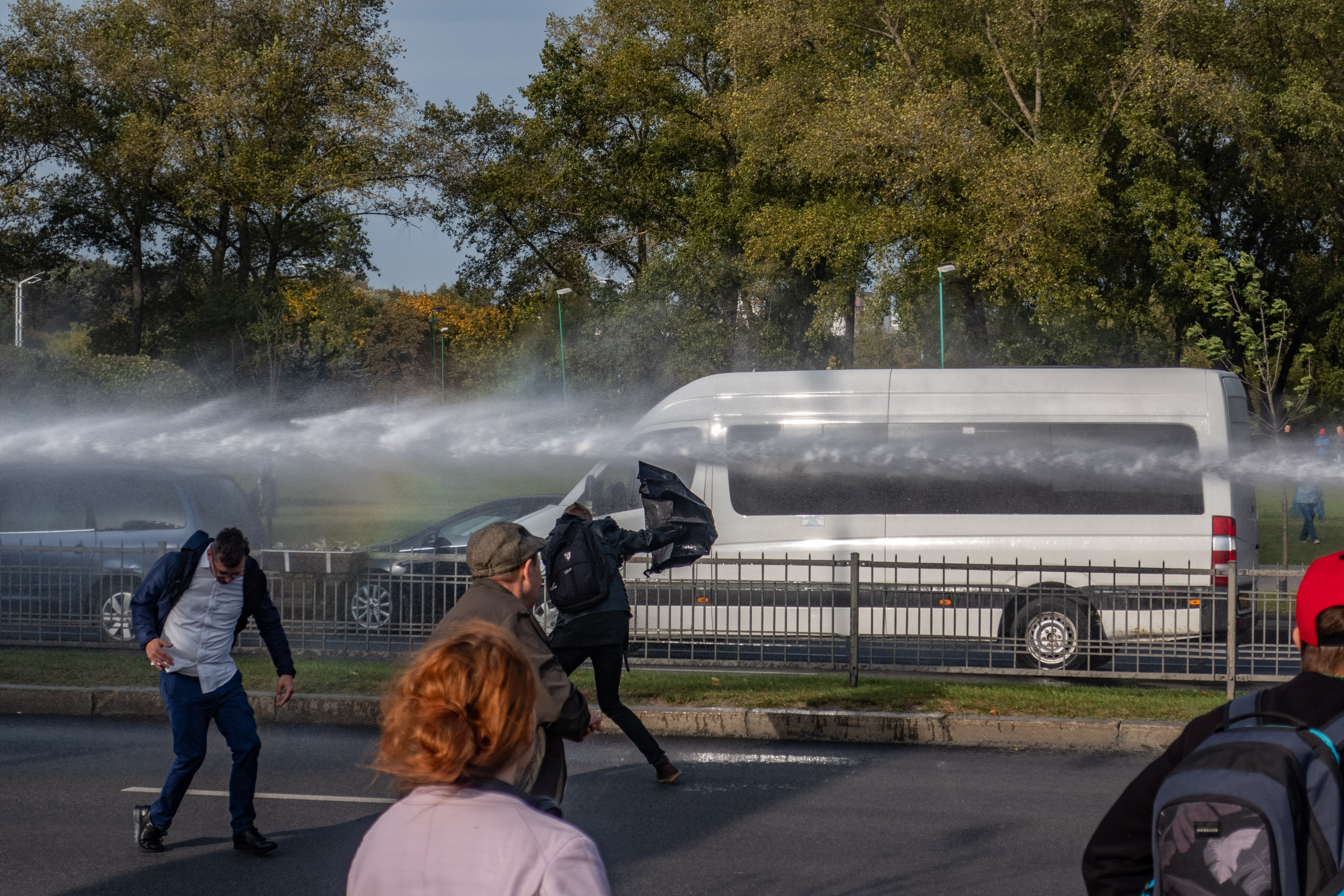
Применение водомёта прямой струёй

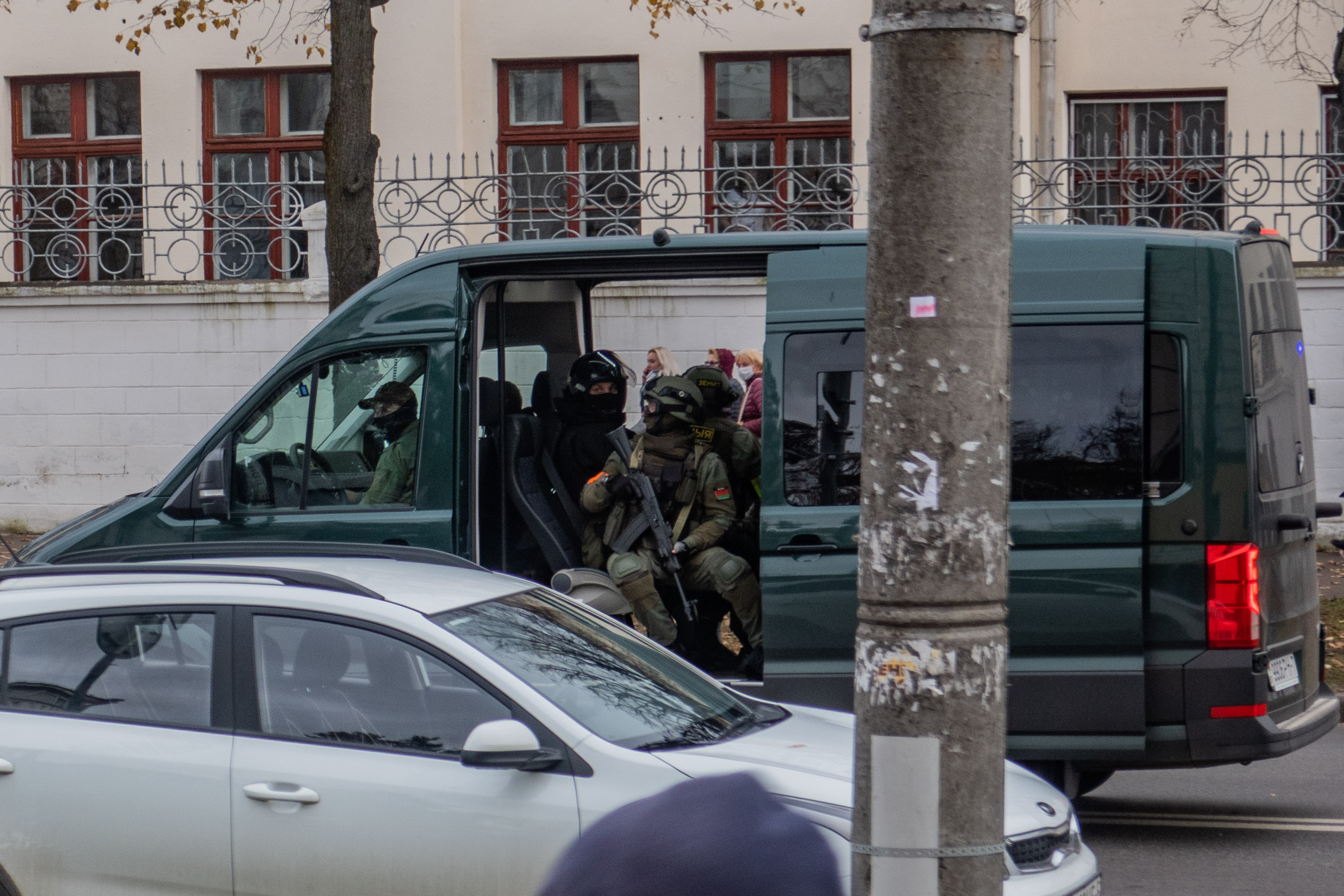
Микроавтобус с вооружёнными силовиками

Начиная с первых дней протестов очевидцы сообщали о применении избыточного насилия для разгона демонстрантов и случайных прохожих, а задержанные после освобождения (в том числе женщины и подростки) сообщали о систематических избиениях в изоляторах и временно переоборудованных местах (в частности, в Слуцком ЛТП).
Первоначально власти отрицали применение массового насилия при задержаниях и в изоляторах. 13 августа пресс-секретарь ГУВД Мингорисполкома Наталья Ганусевич, комментируя аудиозаписи, сделанные ночью возле изолятора в Минске, заявила, что «физическая сила могла применяться только в отношении тех лиц, которые оказывали неповиновение сотрудникам милиции». 13 августа министр внутренних дел Юрий Караев принёс извинения за травмы случайных протестующих, «попавших под раздачу». 14 августа замминистра внутренних дел Александр Барсуков заявил, что «издевательств никаких не было». 16 августа Караев пообещал провести проверку по всем случаям превышения полномочий со стороны милиции, но подчеркнул, что эта проверка начнётся «не сейчас, а когда всё утихнет», а также отказался уходить в отставку. Начальник изолятора на Окрестина отрицал применение насилия к задержанным. По состоянию на 14 сентября не возбуждено ни одного уголовного дела по фактам смертей, связанных с протестами. Власти заявили о создании межведомственной комиссии при Генпрокуратуре по расследованию сообщений о жестоком обращении, но по состоянию на 22 октября неизвестно о её деятельности и даже о её составе.
Проблемой для пострадавших, которые хотели привлечь виновных в избиениях и пытках к ответственности, стала своевременная фиксация фактов насилия и профессиональное медицинское освидетельствование. Сообщалось об отказе в проведении платной экспертизы и в отказе в даче в РУВД направлений на её проведение при наличии алгоритмов решения этой проблемы. Отмечались случаи, когда в ответ на попытку подачи жалобы о побоях возбуждалось встречное уголовное дело (как правило, по статьям 363 «Сопротивление сотруднику органов внутренних дел или иному лицу, охраняющим общественный порядок» или 364 «Насилие либо угроза применения насилия в отношении сотрудника органов внутренних дел» УК РБ) или новое административное дело. По мнению правозащитника Сергея Устинова, подобные попытки давления на заявителя встречным уголовным делом являются обычной практикой работы силовиков.
В первые дни массовых протестов некоторые врачи оказывали первую медицинскую помощь пострадавшим протестующим. Врачи-волонтёры оказывали также первую помощь задержанным, которых выпускали из изоляторов и СИЗО. Столкнувшись с небывалым наплывом травмированных пациентов, белорусские медики вышли на стихийные акции протеста. 12 августа министр здравоохранения Владимир Караник посетил один из митингов в Минске, заявив, что их собрание было срежиссировано извне. 17 августа около тысячи человек, включая большое количество врачей, пришли на митинг у здания Министерства здравоохранения, и многие потребовали отставки Караника.
Правозащитный центр «Весна» в своём ежемесячном отчёте за август сообщил о «наличии фактов применения в отношении задержанных пыток и других жестоких и бесчеловечных видов обращения». Правозащитники утверждали, что зафиксировали и задокументировали не менее 500 случаев применения пыток, что свидетельствует об их массовом и системном применении.
1 сентября эксперты ООН заявили, что им известно о 450 задокументированных случаях пыток и жестокого обращения с задержанными в Беларуси участниками протестов. Они отметили, что среди примерно 6700 задержанных в последние недели людей есть «журналисты и прохожие, которые были произвольно арестованы и в спешном порядке осуждены». Эксперты ООН также заявили, что «власти Беларуси должны немедленно прекратить все нарушения прав человека и положить конец этой атмосфере безнаказанности» и призвали государство к расследованию свершившихся фактов жестокого обращения и предотвращению новых.
14 сентября организация Human Rights Watch выпустила доклад, в котором заявила о систематических избиениях и пытках в отношении задержанных демонстрантов. В основу доклада лёг анализ видео и письменных свидетельств людей в открытом доступе, а также личные беседы с задержанными, очевидцами, медиками и родственниками. Были заявлены свидетельства об издевательствах и пытках, включая пытки электрошокерами, подтверждающиеся зафиксированными медиками поражениями током и показаниями потерпевших. В частности, организация заявляет, что располагает свидетельствами об избиениях в семи РУВД Минска, в одном РОВД в Гомеле и одном в Гродно, а также в изоляторе на Окрестина и в гродненском изоляторе. Помимо физического насилия, на задержанных оказывалось сильное психологическое давление. Отмечались случаи угроз изнасилованием, и по меньшей мере в одном случае — о произошедшем изнасиловании дубинкой; случаи игнорирования просьб об оказании медицинской помощи и препятствование получению такой помощи; случаи угроз физическим насилием и серьёзным тюремным сроком. В докладе отмечалось, что «более сильной агрессия силовиков была по отношению к людям с татуировками, пирсингом и „нестандартной“ внешностью». Организация подчёркивает бесчеловечное и унижающее достоинство обращение с людьми в местах задержания.
Как в докладе Human Rights Watch, так и в сообщениях СМИ описывались случаи, когда протестующие получили серьёзные травмы, в том числе от спецсредств, включая резиновые пули, электрошокеры и светошумовые гранаты, применённых правоохранительными органами. Среди таких травм — ранения от резиновых пуль, переломы, черепно-мозговые травмы, сотрясения, поражения внутренних органов, повреждения роговицы и другие.
Согласно докладу докладчика ОБСЕ в рамках Московского механизма доктора Вольфганга Бенедека от 29 октября, необходимо признать доказанными без всяких сомнений: «запугивание и преследования политических активистов, кандидатов, журналистов, деятелей медиа, адвокатов, рабочих активистов и правозащитников, а также задержания потенциальных кандидатов; фальсификацию выборов; ограничения доступа к информации, а в том числе отключение интернета; чрезмерное применение силы в отношении мирных протестующих; произвольные и незаконные аресты и задержания; избиения; сексуальное и гендерное насилие; похищения и насильственные исчезновения; пытки и другие виды жестокого, бесчеловечного или унижающего достоинство обращения и наказания, а также массовую безнаказанность виновных в совершении всех вышеуказанных действий», с учётом конкретной квалификации деяний.

### Свидетельства потерпевших
Журналисты независимых белорусских и зарубежных изданий и правозащитники записали рассказы сотен потерпевших о насилии при задержании, во время перевозки и содержания в изоляторе.
Автозаки были переполнены, нередко арестованных укладывали в 2 слоя. Просьбы арестованных переполненных автозаков об остановках, в том числе в туалет, игнорировалось.
Арестованных содержали в РУВД и в «приёмных» изоляторов (в частности, в центре изоляции правонарушителей (ЦИП) в 1-м переулке Окрестина в Минске) в одной позе на много часов, били за каждое движение и за каждый звук. «Зрелище там было просто ужасающее. Голые парни стояли на коленях, руки за спиной, лбом в стену. Стены в крови, на полу кровь», — рассказывала арестованная журналистка, которую некоторое время удерживали с мужчинами в одном нижнем белье. Женщин заставляли раздеваться в присутствии множества мужчин, заставляли снимать прокладки, тщательно досматривали. Людям намеренно разрезали штаны и трусы, фломастерами ставили номера и заставляли откликаться на них.
Задержанные в Минске и Могилёве неоднократно сообщали о «коридорах», когда новоприбывших в РУВД или изолятор прогоняли между рядов силовиков, которые били каждого дубинками. В РУВД и изоляторах многих арестованных продолжали сильно избивать, таскать за волосы и за одежду. В Гомеле арестованных подымали в позу «ласточки» и избивали, пытаясь выбить из них показания и заставить арестованных признать себя координатором протестов. Силовики требовали от людей сообщить, кто заплатил им за выход на акцию.
Из-за переполненности изоляторов нормы наполняемости камер многократно превышались: в камерах по 5-6 м в длину и ширину от 50 до 100 человек. Переполнены были изоляторы не только в Минске, но и, например, в Могилёве, откуда задержанных вывозили в Горки, Чериков, Шклов. Задержанные сообщали об антисанитарных условиях в камерах, ограничении посещения туалета, отсутствии достаточного питания и ограничении потребления воды.
Во время избиений задержанных заставляли кричать «Я люблю ОМОН», петь белорусский гимн и гимн ОМОНа, читать молитвы; спрашивали «Кто лучший в мире президент?» и «Будете писать заявление на избиение?». Жители домов возле изоляторов и заключённые сообщали о криках и воплях, раздававшихся из камер по ночам.
Некоторые пострадавшие отмечали, что сотрудники РУВД в целом избивали задержанных меньше, чем ОМОН.
Россиянин Артём Важенков, координатор «Открытой России», находившийся в изоляторе на Окрестина почти 5 дней и освобождённый по ходатайству российского посольства, был госпитализирован в Боткинскую больницу Москвы после возвращения на родину в связи с резким ухудшением самочувствия.
Российский журналист Никита Телиженко, также освобождённый по ходатайству российского посольства, после возвращения сделал большой репортаж о применении насилия. Его избивали в Московском РУВД Минска: за то, что недостаточно низко нагнулся, его ударили рукой по голове и ногой по лицу. При этом он подчёркивал, что его били меньше других из-за российского паспорта. Затем около 30 человек, включая журналиста, посадили в двухместную камеру, где люди теряли сознание из-за жары и нехватки кислорода. В жодинской тюрьме журналиста больше не били.
Российский журналист Максим Солопов также был сильно избит сначала при задержании, а затем в ЦИП на Окрестина. Врачи скорой помощи утверждали впоследствии, что к Солопову дважды вызывали медиков, но силовики не позволяли забрать его в больницу.
Также сообщалось, что силовики дополнительно избивали арестованных перед освобождением, заставляя «правильно себя вести со СМИ».

## Нарушения процессуальных норм
Особенности задержаний

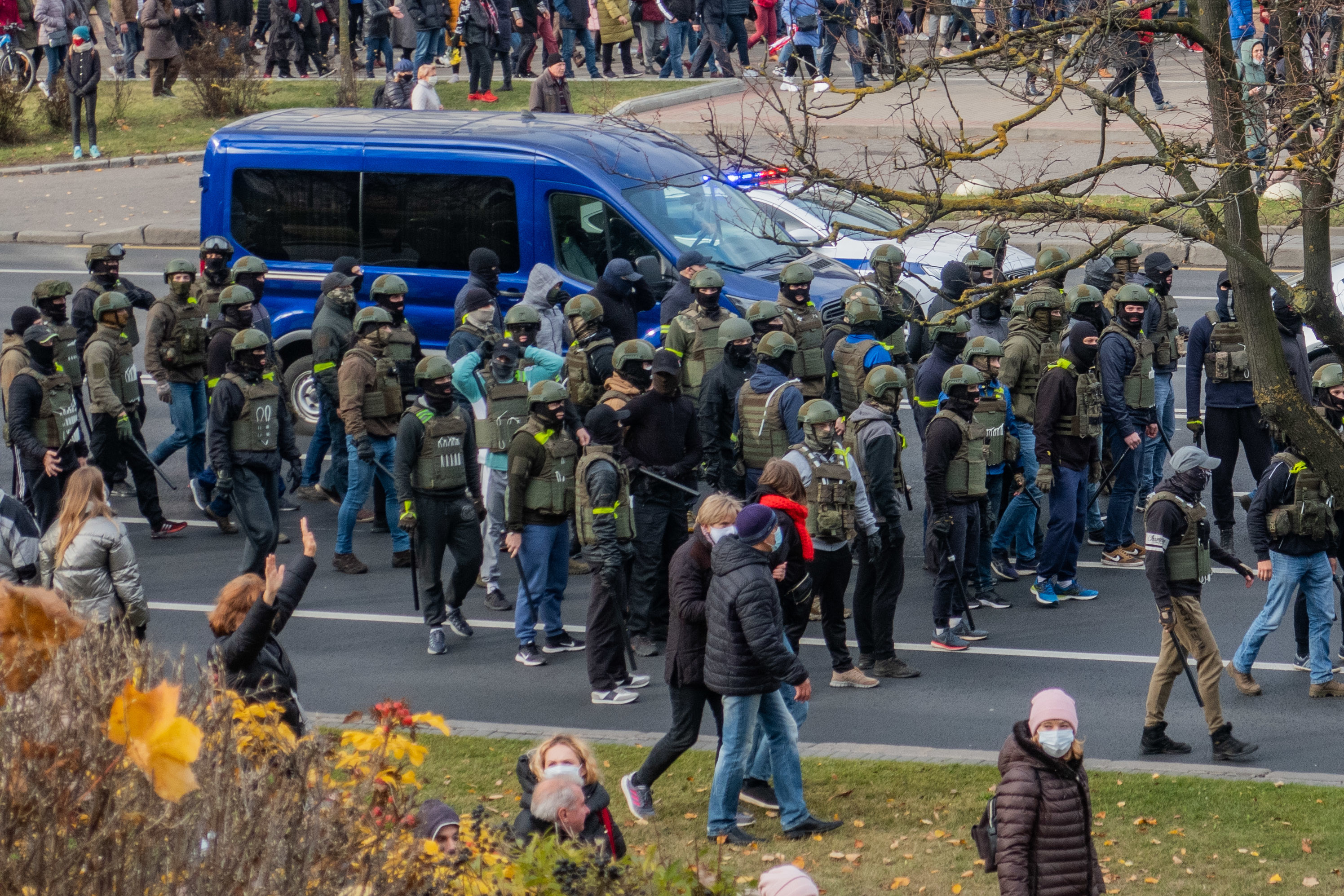
На проезжей части — группа силовиков неустановленной ведомственной принадлежности в гражданской одежде, бронежилетах и шлемах с дубинками и нарукавными повязками. Минск, 1 ноября 2020 года

На массовых протестных акциях, помимо силовиков в форме, присутствует немало сотрудников в штатском (так называемые «тихари́»), которые участвуют в задержаниях, ведут видеосъёмку, иногда применяют физическую силу и свидетельствуют в суде. Их ведомственная принадлежность не всегда ясна. Министр внутренних дел Юрий Караев признал, что некоторые сотрудники правоохранительных органов присутствуют на улицах в штатском, мотивируя это тем, что «мы стараемся глаза не мозолить, не давить на людей присутствием в форме». Правозащитники обращают внимание на то, что эта практика противоречит установкам ОБСЕ на необходимость возможности идентификации сотрудников правоохранительных органов и почти не связана с оперативно-розыскной деятельностью как единственной допустимой законом возможностью для конспирации.
Несмотря на то, что закон «Об органах внутренних дел Республики Беларусь» требует разъяснить причины задержания, а также права и обязанности задержанного в каждом случае, в 2020 году широко распространились задержания без объяснения причин. Согласно официальной позиции МВД, при необходимости этим требованием закона можно пренебречь. Задержание Марии Колесниковой утром 7 сентября сравнивали с похищением; в первый день правоохранительные органы отрицали причастность к этому происшествию.
Широко распространена практика досмотра мобильных телефонов на улице или при задержании без санкции прокурора или решения суда и без протокола осмотра; найденные в телефоне фотографии или подписки на каналы Telegram являлись основанием для задержания или избиения. Считается, что требование предоставить доступ к заблокированному телефону противоречит гарантированному конституцией праву на тайну корреспонденции, телефонных и иных сообщений.
Отмечены случаи задержания наблюдателей на выборах, случайных прохожих, велосипедистов.
Массово задерживаются журналисты в форменных жилетах с удостоверениями.
Особенности судопроизводства
В первые дни после выборов суды над задержанными иногда проходили непосредственно в изоляторах временного содержания. Фамилии судей не всегда озвучивались, как и сам факт начала суда: некоторые задержанные не понимали, что эта процедура была судом. Иногда вопросы задавал судья, а озвучивал решение человек в гражданской одежде, пришедший в камеру к задержанному. Сообщалось также о случаях, когда обвиняемым запрещали возражать на суде. Отмечались случаи, когда арестованные не могли прочесть составленные протоколы из-за нанесённых побоев. Немало судов проходило в закрытом режиме, рассмотрение дела часто занимало считанные минуты.
Отмечалось, что в протоколах было много фактических ошибок, вплоть до неточно записанных фамилии, имени, отчества и приложенной фотографии. За отказ подписывать протоколы избивали дополнительно.
Неоднократно сообщалось о случаях, когда людей судили по протоколам с произвольными обстоятельствами задержания, не совпадавшими с реальными. Так, наблюдательницу, задержанную на избирательном участке 9 августа, осудили по протоколу, в котором утверждалось, что она была задержана в 22:00 на проспекте Победителей «за то, что кричала „Жыве Беларусь“ и другие лозунги». Задержанный россиянин, по версии обвинения, совершал правонарушения в разных частях города в одно и то же время. Наличие явных неточностей нередко не принималось в расчёт судьями. Иногда неточности являлись основанием для отправки дела на доработку, причём в этом случае на повторном суде могли быть озвучены совершенно другие обстоятельства дела. Так, журналистке «БелСата» предъявили обвинение по протоколу об активном участии в протестной акции 11 августа возле универсама «Рига», но после её ходатайства о предъявлении видеозаписей ей вскоре предъявили обвинение по участию в протестах возле Центрального РУВД. Двух журналистов, задержанных в кафе 13 сентября, пытались судить по протоколу о митинге на улице Романовская Слобода, но после протеста их осудили по другому протоколу о митинге в нескольких километрах от прежнего и в другое время.
Сообщалось, что от адвокатов иногда умышленно скрывали местонахождение клиентов и не сообщали о начале суда. Группа адвокатов записала видеообращение против нарушения властями законов и в знак солидарности с задержанными коллегами.
Если в судебных процессах привлекались свидетели — сотрудники правоохранительных органов, то нередко эти показания озвучивались дистанционно, причём свидетели выступали в масках и под скрытыми или вымышленными именами. Аналогичные меры защиты иногда принимались для свидетелей, поддерживавших версию обвинения. Один из осуждённых журналистов заявил, что сидящий рядом со свидетелем человек подсказывал ему ответы на вопросы в суде.
В сентябре министр внутренних дел Юрий Караев предложил парламенту законодательно закрепить анонимное дистанционное свидетельствование силовиками в административных судебных процессах с целью повышения их защищённости. По его словам, в суде «представителями деструктивных сил, СМИ и иными лицами осуществляется аудио-, фото-, видеофиксация процесса», что впоследствии «нередко размещается в сети» и используется против силовиков.
11 сентября судья Заводского района Минска Жанна Хвойницкая сочла наличие у человека договора с адвокатом о представлении интересов на случай задержания доказательством его вины. Известно о случае признания человека виновным за участие в несанкционированном массовом мероприятии, причём единственным доказательством фигурировала фотография в социальной сети.

## Гибели и исчезновения людей
Европарламент и белорусские СМИ отметили смерти белорусов, произошедшие по вине нарушающих права человека силовых структур Лукашенко. Власти отказались признавать свою вину в гибели людей.

### Погибшие

Фотографии погибших возле памятника у Костёла Святого Симеона и Святой Елены в Минске

1. Первой жертвой стал 34-летний Александр Тарайковский, который погиб 10 августа рядом со станцией метро «Пушкинская»[201]. Согласно заявлению МВД, он непреднамеренно подорвал себя неизвестным устройством[202]. Вскоре разными источниками было опубликовано 3 видео с места гибели Тарайковского, на которых видно, что у Тарайковского в руках ничего не было[203]. 19 февраля 2021 года Следственный Комитет отказался от возбуждения уголовного дела по факту убийства Тарайковского, при этом признал, что тот погиб от проникающего ранения «нелетальным оружием», а не от взрыва[204].
2. 12 августа в Гомеле скончался 25-летний Александр Вихор[тарашк.], у которого, вероятно, была болезнь сердца. По предварительной информации, он скончался из-за многочасового ожидания в фургоне задержанных силовиков в жаркую погоду. Он был в фургоне, потому что городские центры временного содержания были переполнены[205].
3. 19 августа в военном госпитале в Минске скончался 43-летний Геннадий Шутов[тарашк.] — один из людей, по которым введённые в город военные в гражданской одежде открыли огонь на поражение в Бресте 11 августа. Пулевое ранение в голову необратимо повредило головной мозг[64][112][206]. В феврале 2021 года выяснилось, что Шутова застрелил в затылок Роман Гаврилов, капитан 5-й отдельной бригады специального назначения[207]. Шутов посмертно признан виновным в сопротивлении с применением насилия. Уголовное дело по факту убийства заведено не было[208].
4. 12 ноября в реанимации скончался Роман Бондаренко. Днём ранее, после перепалки с неизвестными, снимавшими бело-красно-белые ленты, он был избит, а затем посажен в микроавтобус и доставлен в Центральное РУВД, откуда — в 00:05 в БСМП с большим отёком мозга, закрытой черепно-мозговой травмой, субдуральными гематомами, ушибами, ссадинами[209][210].
5. Денис Кузнецов (бел. Дзяніс Кузняцоў) 29 сентября попал из изолятора на Окрестина в больницу скорой помощи с множеством травм: переломы костей черепа, открытая черепно-мозговая травма средней степени, переломы ребер, ушиб легкого, оскольчатые переломы правой подвздошной кости. Работники ЦИПа сообщили медикам, что в 14:00 29 сентября Денис якобы упал со второго яруса нар. Однако Кузнецов успел сказать медикам, что его избили милиционеры[211].

### Пропавшие после протестов
На 17 августа 2020 года 76 человек числились пропавшими после массовых акций протеста в Беларуси.
18 августа был найден мёртвым директор Волковысского военно-исторического музея имени П. Багратиона 29-летний Константин Шишмаков, пропавший 15 августа по дороге с работы домой (через 6 дней после его отказа подписывать протокол на избирательном участке). Константин Шишмаков был найден поисковой группой ПСО «Ангел» в километре от города Мосты у реки Неман в лесу. Объявленная причина смерти — самоубийство.
Бывшего сотрудника белорусского СК Андрея Остаповича, подавшего в отставку после протестов и задержанного 21 августа в Пскове, увезли из России. По словам адвоката, неизвестные люди посадили Остаповича в машину и вывезли на территорию Беларуси.
22 августа в Минске был найден повешенным Никита Кривцов, один из пропавших по дороге на работу 12 августа. Ранее он участвовал в мирной акции протеста в Молодечно. По официальной версии следствия, он покончил жизнь самоубийством, хотя некоторые из близких не поверили в эту версию: на снимке видно, что он стоит на земле.
1 сентября Управление Верховного комиссара ООН по правам человека сообщило, что большинство людей, пропавших без вести в Беларуси — найдены, но местонахождение и состояние здоровья по меньшей мере 6 человек неизвестны.
1 сентября стало известно о том, что 53-летний работник Минского завода шестерён Александр Будницкий, пропавший без вести 11 августа, был найден мёртвым (предположительно в парке возле универмага «Рига»), где проходили столкновения протестующих со внутренними войсками и ОМОНом, — по предварительной версии, от сердечного приступа.

## Забастовочное движение

### Август
Первые сообщения о забастовках предприятий появились 10—11 августа — речь шла о Белорусском металлургическом заводе, Минском электротехническом заводе, Жабинковском сахарном заводе и других предприятиях.
17 августа о забастовке объявили работники «Беларуськалия», где было начато формирование стачечных комитетов. Сотрудники Белтелерадиокомпании также объявили забастовку, потребовав признать недействительными результаты президентских выборов, отправить в отставку главу ЦИК Лидию Ермошину, освободить политзаключённых, отменить цензуру в СМИ. Бастующие рабочие автомобильного, тракторного, моторного, электротехнического заводов маршем прошли по улицам Минска и объединились с протестующими у здания Белтелерадиокомпании. На Белорусском металлургическом заводе на 5 часов были остановлены 3 сталеплавильные печи; рабочие-металлурги заявили, что в случае невыполнения их требований завод начнёт бессрочную забастовку. Частично прекратили работу или организовали массовые митинги с намерением начать забастовку работники нефтеперерабатывающего завода «Нафтан», химического завода «Полимир» (оба — в Новополоцке), «Полоцк-Стекловолокно», «Гродно Азот», Слуцкого сахарорафинадного комбината, стройобъединения МАПИД и других предприятий. Сообщалось, что руководство БелАЗа пыталось запугивать рабочих увольнением и санкциями.
Сообщалось о подготовке создания Национального стачечного комитета. В фонд поддержки забастовщиков на 21 августа было перечислено 1,6 млн долларов. Председатель «Федерации профсоюзов Беларуси» Михаил Орда (доверенное лицо Лукашенко на выборах) предостерёг от участия в забастовках, заявляя, что остановка предприятий будет выгодна конкурентам. Генеральная прокуратура заявила, что забастовки с политическими требованиями незаконны.
22 августа Александр Лукашенко заявил о готовности закрыть бастующие предприятия, «если предприятие не работает, с понедельника — замок на ворота. Остановим. Люди остынут. Разберёмся, кого потом пригласить на это предприятие», однако ни одно из таких предприятий так и не было закрыто.
21 сентября стало известно, что центр повышения квалификации Министерства промышленности (ГУО «Кадры индустрии») готовится к проведению семинаров для руководителей предприятий с целью обучения их навыкам подавления забастовочных настроений.
Беларуськалий
Производитель калийных удобрений «Беларуськалий» стал крупнейшим предприятием, работники которого начали останавливать работу: предприятие является основным поставщиком валюты в республику. Позднее руководство предприятия заявило, что рудники и обогатительные фабрики работают в полном объёме, однако сами шахтёры утверждали, что они работают только на 20-30 % мощности. Администрация предлагала небастующим рабочим рассказывать о побуждении к участию в забастовке.
Намеренные бастовать шахтёры заявляли о запугивании со стороны руководства. 20 августа КГБ задержало одного из забастовщиков Дмитрия Куделевича, но ему удалось бежать из местного отдела КГБ через форточку в туалете; сообщалось, что он бежал на Украину. В тот же день другой участник забастовки перестал выходить на связь, а вскоре написал заявление на выход из стачкома. 21 августа стачком заявил о задержании членов стачкома Алеси и Владимира Логиновых.
21 августа Александр Лукашенко заявил, что вместо бастующих шахтёров «Беларуськалия» могут быть приглашены украинские специалисты. Вечером председатель Независимого профсоюза горняков Украины Михаил Волынец заявил, что украинские шахтёры не будут работать штрейкбрехерами.
11 сентября Минский областной суд признал забастовку «Беларуськалия» незаконной. На суде предприятие заявило о двухдневной частичной остановке производства. Во время судебного заседания по меньшей мере 6 человек было арестовано перед зданием суда. Ряд членов стачечного комитета предприятия задерживался и осуждался на различные сроки ареста или приговаривался к штрафам.
Другие предприятия
19 августа на Минский тракторный завод прибыл ОМОН для подавления протестных настроений, около 200 человек взяли отпуск без сохранения заработной платы.
Сообщалось, что на Минском автозаводе руководство угрожало сотрудникам выговорами, увольнением и другими санкциями за участие в забастовке. 20 августа милицией был задержан председатель стачкома МАЗа Евгений Бохвалов. Рабочие сообщили о срочной установке видеокамер в цехах и проездах, об угрозах лишения премии и увольнений, о размещении на заводе ОМОНа и других силовиков. 21 августа сообщалось, что на МАЗе начались увольнения сотрудников, призывавших к забастовке и остановивших сборочный конвейер. Работавший на сборочном конвейере слесарь показал документы о своём увольнении «за невыполнение трудовых обязанностей».
В Гродно эпицентром забастовочного движения встал производитель азотных удобрений «Гродно Азот», сотни работников которого участвовали в акциях солидарности и выходили на городскую площадь. По состоянию на 21 августа рабочие завода продолжали обсуждать остановку завода, что является сложной задачей с технической точки зрения. Работники «Гродножилстроя» большинством голосов приняли решение уйти на забастовку, однако руководство не признало итогов собрания, и многие строители вышли на работу.
На новополоцком НПЗ «Нафтан» 3,5 тыс. человек подписали обращение с требованием отставки Лукашенко и Ермошиной, однако 21 августа руководство предприятия не признало их подлинность.
На многих предприятиях проходили акции солидарности (без остановки производства).
21 августа Александр Лукашенко подтвердил ранее циркулировавшие слухи о замене бастующих работников Белтелерадиокомпании российскими штрейкбрехерами.

### Октябрь
13 октября Светлана Тихановская предъявила президенту Лукашенко «Народный ультиматум»: если в течение двух недель не будут выполнены 3 главных требования (отставка Лукашенко, прекращение насилия против протестующих, освобождение всех политзаключённых), то с 26 октября начнётся национальная забастовка. Руководство Беларуси проигнорировало «ультиматум», но попытка оппозиции организовать общенациональную забастовку провалилась. К призывам Тихановской прислушались лишь немногочисленные группы работников крупных предприятий, представители малого бизнеса в сфере услуг и ИТ отрасли, студенты и преподаватели в ряде вузов. Власти в ответ приступили к увольнениям бастующих и отчислению студентов государственных вузов, участвующих в протестах.

## Блокировка Интернета
Всё время протестной активности в Беларуси сопровождалось значительными перебоями в работе Интернета. На пике протестов это носило глобальный характер (практически полное отключение Интернета по всей стране), в остальной период применяются точечные блокировки, направленные на недоступность определённых ресурсов и отключение мобильного Интернета на ограниченной территории (части города, ставшей на время эпицентром протеста)
8 августа, за день до выборов, был заблокирован сайт Агентства финансовых новостей, специализировавшийся на экономических новостях и аналитике. Первые проблемы с доступом к сети, в том числе к мессенджерам и социальным сетям, начались 9 августа, пока шло голосование.
Полномасштабная блокировка сети Интернет в Беларуси продолжалась с 9 по 12 августа. Каждый вечер 9—12 августа и до раннего утра на всей территории страны полностью отключался мобильный Интернет. Фиксированный работал со значительными перебоями. Согласно выводам российского общества защиты Интернета, перебои с работой сети произошли из-за внедрения технологии DPI (Deep packet inspection) и намеренного шейпинга. На использование DPI косвенно указывает анализ сетевого трафика, из которого видно, что блокировке подвергся зашифрованный по протоколам TLS и SSL трафик: серверы переставали отвечать после установления TLS-сессии, и она обрывалась по таймауту. В чёрный список попали Telegram, Viber, WhatsApp, Facebook, Instagram, Twitter, сервисы Google, Яндекса и Mail.ru Group, App Store, Google Play, VPN-клиенты и другие. Неработоспособность могла быть связана и с перегрузкой устройств DPI, так как на территории республики периодически не открывались внутрибелорусские ресурсы: сайты государственных органов и государственного информагентства БелТА, а также не проходили банковские онлайн-транзакции. Крупнейший портал страны TUT.BY испытывал проблемы с шириной канала и был практически недоступен снаружи страны, его форум, по некоторым данным, был полностью заблокирован.
Нестабильность работы Интернета испытали абоненты всех операторов мобильной и фиксированной связи, так как трафик между белорусским сегментом Интернета и зарубежными подсетями проходит через автономные системы только трёх организаций — «Белтелекома», Национального центра обмена трафиком (НЦОТ) и Национальной академии наук (не предоставляет услуги широкополосного доступа третьим лицам). В первых двух средствами проекта обнаружения и анализа перебоев в Интернете (англ. Internet Outage Detection and Analysis , IODA) и портала Qrator.Radar, специализирующимся на анализе взаимодействия автономных систем, выявлено снижение связности сети и прерывание части BGP-сессий, что вызвало прекращение доступности белорусских подсетей извне и большинства внешних ресурсов на территории Беларуси 9—12 августа. Около 18:00 UTC 8 августа были отключены все 8 IPv6 аплинков (каналов связи со внешними автономными системами) «Белтелекома» и 4 из 5 аплинков НЦОТ, в результате оказались полностью недоступны около 60 % IPv6 префиксов (56 из 94 подсетей, видимых по IPv6). Видимость подсетей по IPv4 упала на 10 %, но и в доступных подсетях связь со многими хостами не устанавливалась. Александр Лукашенко тогда заявлял, что отключение произведено «из-за границы» для вызова недовольства населения, наряду с другими «гибридными» способами давления на республику. НЦОТ подтвердил, что работа Интернета была нарушена из-за проведения массированных DDoS-атак на сети белорусских провайдеров и на сайты государственных органов и организаций. Директор по внешним связям RIPE NCC Максим Буртиков ставит эту версию под сомнение ввиду её исключительной технической сложности, так как в этом случае потребовалось бы координация множества групп в разных странах, атакующих из разных подсетей, с которыми у «Белтелекома» и НЦОТ заключены пиринговые соглашения.
9 августа произошла подмена IP-адреса онлайн-платформы подсчёта результатов выборов «Голос»: при переходе на страницу golos2020.org у большинства пользователей открывался фишинговый сайт, который запрашивал ввод номера телефона. Данные с подменённого сервера передавались по протоколу https, но поддельный сайт не имел корректный SSL сертификат, из-за чего открытие страницы ограничивалось браузерами. Подменённый IP-адрес ресурса выдавался пользователям с настройками DNS-сервера по умолчанию и использовавшим адреса DNS-серверов Google. В то же время через OpenDNS IP-адреса «Голоса» выдавались правильные. Повторение подмены DNS-ответов было зафиксировано в конце апреля 2021 года белорусским волонтёрским сообществом цифровых наблюдателей. НЦОТ в нарушение процедур блокировки, принятых в Беларуси, на запросы IP-адресов ресурсов belarus2020.org, golos2020.org, golos-belarus2020.org и tempail.com отправлял пользователям адрес 127.0.0.1 (localhost), в результате чего страницы не открывались. DNS-запросы перехватывались и при обращении к публичным DNS-серверам, таким как Google, Quad9, OpenDNS или Comodo Secure DNS.
21 августа властями был ограничен доступ к 72 сайтам (по другим данным к 73) независимых интернет-ресурсов, в том числе к сайтам СМИ и новостным сайтам (российское информагентство «Регнум», «Радыё Свабода», «Белсат», «Трибуна», «Еврорадио», «Виртуальный Брест», «Про Гомель», «Витебский курьер», «Машека»), общественных инициатив (правозащитный центр «Весна», платформы наблюдателей на выборах «Зубр» и «Голос»), политических партий и общественных движений (Белорусская христианская демократия, Белорусская социал-демократическая партия (Народная Грамада), Молодой фронт), сайтам участников президентской кампании Валерия Цепкало и Виктора Бабарико, сайту «База нарушений законодательства Республики Беларусь», сайтам VPN-сервисов и ряду других. Основанием для блокировки было названо использование ресурсов для координации деятельности по организации массового неповиновения представителям власти.
28 августа на территории страны был заблокирован доступ к информационным ресурсам «БелаПАН» и газеты «Наша ніва».
В сентябре американская компания Sandvine признала, что для блокировки доступа использовалось её оборудование и программное обеспечение, модифицированное сторонним кодом, и разорвала лицензионное соглашение с белорусской стороной.
Каждое воскресенье на время протестов в Минске до 6 декабря ограничивалась скорость мобильного Интернета, что приводило к фактической невозможности его использования. Оператор А1 сообщил, что вынужден в части районов столицы существенно снижать пропускную способность каналов 3G-сети по требованию государственных органов в связи с обеспечением национальной безопасности.

## Символика
- Бело-красно-белый флаг (часто в сочетании с гербом «Погоня»), официальный флаг Белорусской Народной Республики в 1918 году и независимой Беларуси до 1995 года. После начала президентства Лукашенко стал символом оппозиции режиму. До начала акций протеста флаг часто конфисковывался силовиками на демонстрациях. Флаг стал символом тех, кто активно выступает против власти Лукашенко[268].

Бело-красно-белый флаг
«Погоня» – герб Беларуси в 1991—1995 годах
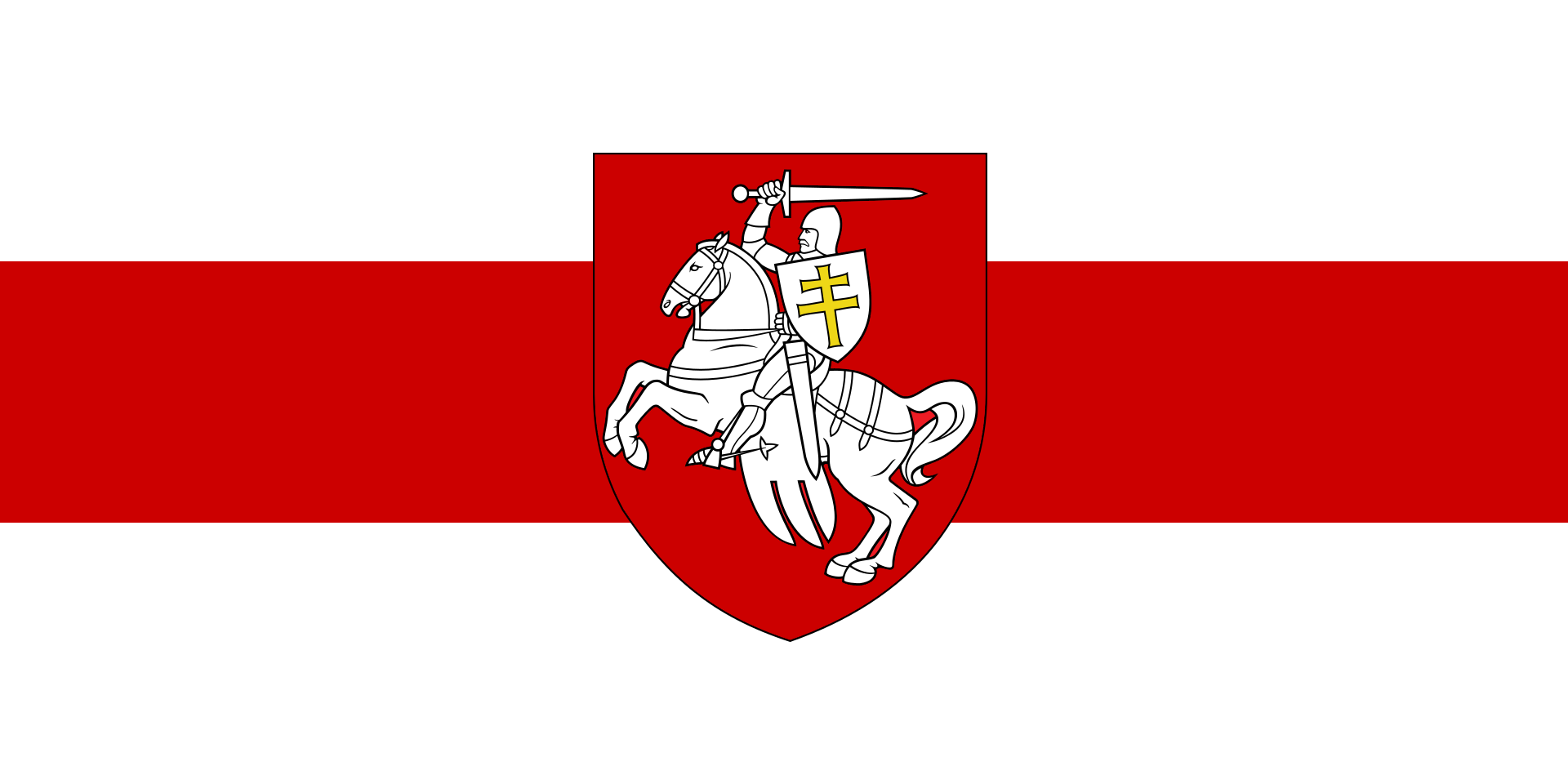
Бело-красно-белый флаг с гербом «Погоня»
Флаг с гербом «Погоня» на красном фоне

- Гимн «Погоня» — музыкальная композиция со словами из одноимённого стихотворения, которое в 1915 году написал белорусский поэт-классик Максим Богданович (1891—1917). Оно неоднократно перекладывалось на музыку и исполнялось известными коллективами и солистами (ВИА «Песняры», Ян Женчак и др.). 17 августа в Минске хор и симфонический оркестр Белорусской государственной филармонии (дирижёр Юрий Караваев) исполнили «Погоню» в знак поддержки протестующих[269].
- Главными песнями протестующих стали песня Виктора Цоя «Мы ждём перемен» и песня «Стены рухнут»[270], а также часто в протестных акциях люди поют «Купалинку»[271], «Три черепахи»[272] и «Мы — не „народец“!»[273][274]. В патриотических клипах используются композиции Белы Легіён — «Воіны Ранку»[275], Ляпис Трубецкой — «Воины Света»[274], Риты Дакоты — «Уходи»[274], NaviBand — «Іншымі»[273], Tor Band — «Жыве»[276].

- Главные лозунги на демонстрациях и акциях протеста: патриотический лозунг «Жыве Беларусь!» (с бел. — «Да здравствует Беларусь!») и лозунг «Уходи!», призывающий Александра Лукашенко уйти в отставку[277].
- Живым символом акций протеста стала 73-летняя гражданская активистка Нина Багинская, постоянно выходящая на пикеты, митинги и шествия с бело-красно-белым флагом. Стала широко известна после видео, где ответила препятствующим её проходу с флагом силовикам: «Я гуляю!»[278].

## Создание новой политической партии
3 марта 2021 года Юрий Воскресенский заявил о создании в стране новой политической партии под названием «Демократический союз». По словам Воскресенского, активом новой партии станут участники протестного движения в Беларуси, которые ушли с улиц в пользу демократического диалога.

## Экономические последствия
В период протестов увеличилась волатильность на долговом и валютном рынке.
Отмечается, что экономические проблемы были вызваны не протестами, а ростом девальвационных ожиданий вследствие кризиса доверия к государству. 23 сентября Республиканский союз промышленников и предпринимателей и Бизнес-союз предпринимателей и нанимателей имени М. С. Кунявского приняли совместное заявление, в котором призвали власти провести «незамедлительные меры и действия по восстановлению диалога и снижению социальной напряженности в обществе посредством выработки дорожной карты, включая проведение экономических и политических реформ», констатировав игнорирование интересов бизнеса государством и усиление репрессивного давления на негосударственные предприятия в августе — сентябре.
Международные финансовые организации
Всемирный банк принял решение продолжать в Беларуси лишь текущие проекты. На начало 2021 года в активной работе были проекты на 1 млрд долларов, направленные на повышение уровня жизни и улучшение доступа к основным услугам. Европейский банк реконструкции и развития в сентябре 2020 года сообщил об отказе от инвестиций в государственный сектор Беларуси.
Стоимость гособлигаций
Протесты вызвали снижение стоимости белорусских государственных облигаций, которые являются одним из источников покрытия дефицита бюджета.
Валютный курс
С начала августа 2020 года произошло снижение курса белорусского рубля по отношению к доллару и евро. На 8 августа Национальный банк Республики Беларусь установил курс доллара к рублю в 2,4482 руб., к 22 августа курс вырос до 2,5216 руб., к 29 августа — до 2,6631 руб. (+8,8 % за 3 недели). Наблюдался повышенный спрос на валюту, перебои с наличием валюты в обменных пунктах; население предпочитало снимать деньги с текущих счетов на фоне роста курса доллара, а также слухов о замораживании вкладов. Для снижения спекулятивного спроса Нацбанк Беларуси несколько раз вводил ограничения на поддержание банковской ликвидности.
В конце августа многократно вырос объём торгов валютой на бирже: если традиционно оборот составлял 10-15 млн долларов в день, то с 24 по 26 августа объёмы торгов долларом составили 94, 110 и 112 млн. Объём биржевых торгов за август стал рекордным, превысив 1 млрд долларов.
Объёмы скупки валюты значительно выросли, обновив многолетние максимумы. Если в июле физические лица купили 215,6 млн долларов (наличных и безналичных), то в августе — уже 622,2 млн долларов (продажа за август составила 107,9 млн долларов). Объём покупки долларов населением стал рекордным с декабря 2014 года. Компании купили у банков 651 млн долларов (на 145,6 млн долларов больше, чем продали), что стало рекордным показателем с декабря 2010 года.
В последние дни августа НБ РБ косвенно содействовал стабилизации курса белорусского рубля, серьёзно ограничив предоставление рублёвой ликвидности банкам.
По данным ЦБ Беларуси, международные резервы Беларуси за 2020 год сократились с 9,39 до 7,47 млрд долларов (около 20 %), в основном из-за продажи валюты из резервов для поддержания курса белорусского рубля. Внешний долг Беларуси на конец 2020 года в относительном выражении вырос до 70 % ВВП по сравнению с 63 % ВВП годом ранее.
Банковские вклады и кредиты, ситуация в банковской сфере
К 27 августа 2020 года по меньшей мере 5 банков приостановили выдачу всех видов кредитов физическим лицам, а выдавать кредиты на покупку жилья на вторичном рынке перестали все белорусские банки. В сентябре полностью или частично приостановили кредитование физических лиц государственный Белагропромбанк, МТБанк, Беларусбанк. Сообщалось о приостановке по меньшей мере одним банком кредитования юридических лиц. При возобновлении потребительского кредитования ставки были повышены до 25-32 % годовых.
По данным на 1 сентября, объём депозитов физических лиц в рублях сократился за месяц на 270,8 млн руб., в валюте — на 416,2 млн долларов США; в обоих случаях снижение стало крупнейшим в 2020 году. В сентябре частично стабилизировался объём депозитов в банковской системе в рублях, но продолжил сокращаться объём валютных депозитов физических лиц. Также отмечалось, что почти все снятые вкладчиками в августе деньги не вернулись в банковскую систему. Общий объём остатков валютных средств населения на всех видах депозитов к 1 октября сократился до минимума за последние 8 лет — 6,008 млрд долларов.
Производство
В Беларуси акции протеста затронули не менее 30 предприятий с общей выручкой 27 % ВВП, но забастовки не привели к их полной остановке. Вместе с тем, 27 августа стачком «Беларуськалия» заявил, что начатая итальянская забастовка привела к существенному (на 30-40 %) сокращению объёмов добычи калийной руды и производства калийных удобрений.

## Реакция в Беларуси

### Реакция и заявления Лукашенко
Александр Лукашенко также неоднократно обвинял «зарубежные силы» в попытке организации «майдана» в Беларуси. 12 августа Александр Лукашенко на совещании с силовиками заявил, что основной силой «всех этих так называемых протестующих» являются «люди с криминальным прошлым и безработные». Также он потребовал обеспечить безопасность граждан, защиту конституционного строя и нормальное функционирование государственного аппарата. 15 августа Александр Лукашенко в эфире телеканала СТВ заявил, что забастовки на предприятиях являются результатом действия «противников», и призвал к увольнению бастующих. На митинге в свою поддержку 16 августа в Минске Александр Лукашенко не признал наличие фальсификаций на выборах, назвал себя и собравшихся подавляющим большинством, а протестующих — меньшинством, и уделил большое внимание внешней угрозе. Он заявил, что «кукловоды», якобы управляющие протестами, «видят западные границы нашей Беларуси здесь под Минском, как в 39-м, а не под Брестом», подчеркнул наличие угрозы со стороны НАТО и указал, что отвлечение войск для подавления протестов мешает демонстрации силы на западных границах. По его словам, «нам предлагают новую власть. Нам предлагают солдат НАТО. Чернокожих, желторотых и белобрысых! Нас хотят одеть в лапти и погонять плёткой!». Лукашенко также высказался против массовых демонстраций, приведя в качестве результата их негативного влияния распада СССР, и против «вертолётных» раздач денег.
17 августа на встрече с рабочими МЗКТ Александр Лукашенко сказал, что предлагал оппозиции провести пересчёт голосов на выборах, но ему ответили отказом. Помимо отрицания фальсификаций на выборах он выступил против частой сменяемости президентов и обвинил своего главного оппонента Светлану Тихановскую в том, что после освобождения её мужа они собираются править совместно и отказаться от проведения обещанных досрочных выборов, «даже Витьку Бабарико никто не выпустит, потому что он уже потом им будет мешать». Лукашенко также заявил, что «через год или два» в случае принятия новой Конституции могут быть проведены новые президентские выборы. 18 августа во время совещания в Совете безопасности Александр Лукашенко заявил, что в «Координационный совет по мирной передаче власти» входят «некоторые горячие головы из бывших прикорытников, как они их называют». Тогда же он заявил, что этот совет уже опубликовал программу, и раскритиковал её пункты. На самом деле совет был создан недавно и пока не успел выработать программы (предполагается, что Лукашенко выдал предложения одного из членов совета за готовую программу Координационного совета). Мария Колесникова охарактеризовала эти пункты как попытку манипуляции и обмана, заявив, в частности, что вопрос о разрыве союзных отношений с Россией не стоит на повестке дня Координационного совета. Интернет-издание «Meduza» выяснило, что программа реформ, включающая пункты, озвученные Лукашенко, была выложена на сайте, ссылка на который была приведена на официальном сайте лидера оппозиции Тихановской. 19 августа президент Беларуси Александр Лукашенко назначил Романа Головченко главой правительства. Тогда же Лукашенко озвучил поручения правительству на основании прошедшего совещания с Советом безопасности страны. Он заявил, что правительство должно обеспечить бесперебойное функционирование предприятий, несмотря на ситуацию в стране. Отдельно он озвучил задачи, стоящие перед главами силовых ведомств: МВД — пресечь беспорядки, Минобороны — контролировать ситуацию на западном направлении, в частности, уделить внимание передвижению войск НАТО на территорию Польши и Литвы; КГБ — «выявлять и пресекать действия организаторов уличных беспорядков», а также раскрыть источники их финансирования; Госпогранкомитету — «усилить охрану государственной границы по всему периметру в целях недопущения в Беларусь из других стран боевиков, оружия, боеприпасов, денег для финансирования беспорядков».

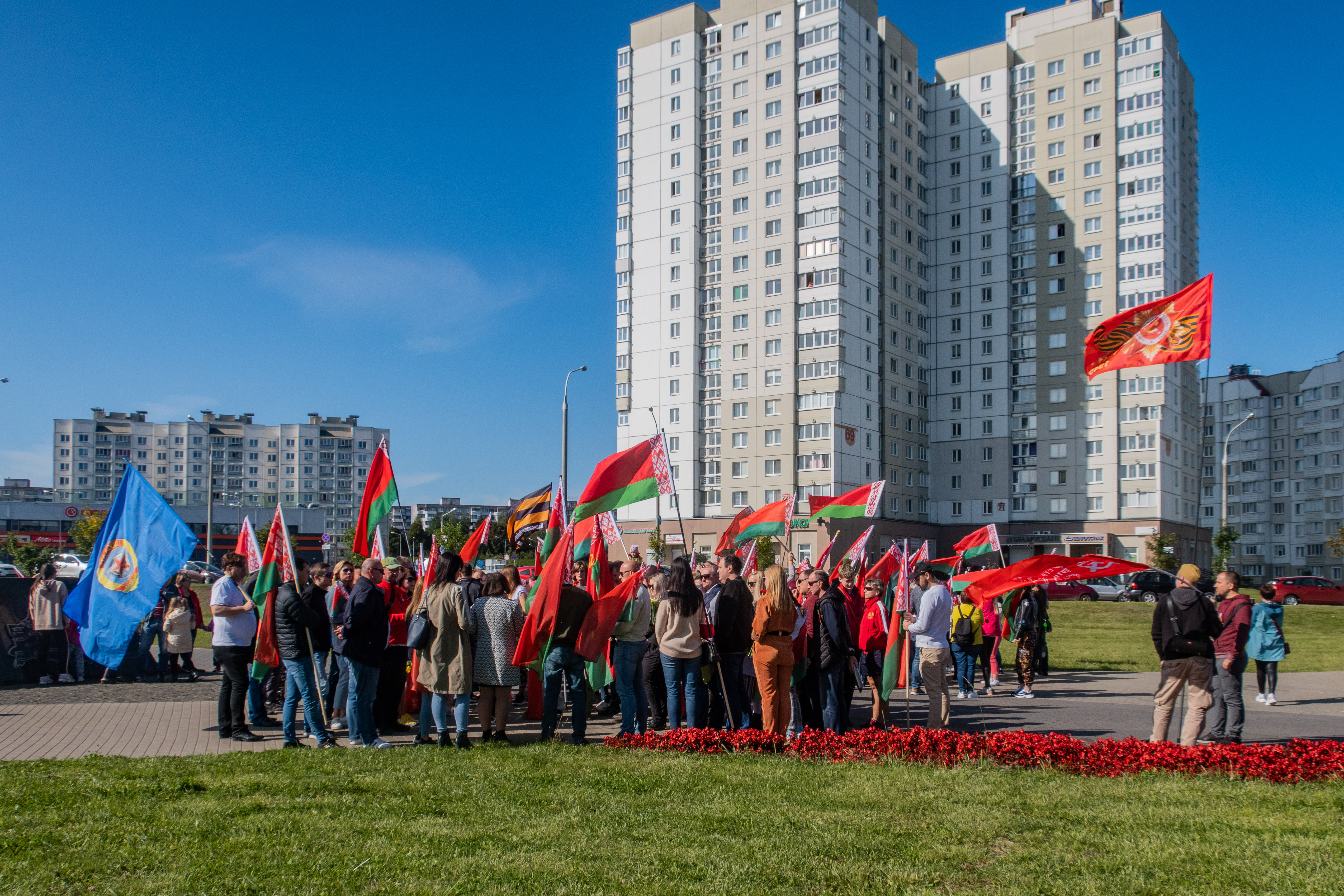
Митинг в поддержку Лукашенко. Минск, 20 сентября. Активисты держат флаги Республики Беларусь, по одному флагу БССР, НОД, ДОСААФ и другие флаги

21 августа Лукашенко заявил о подготовке вторжения НАТО в республику с целью создания санитарного кордона против России и отторжения Гродненской области, а также повторно сообщил о вывешивании польских флагов в Гродно.
22 августа Лукашенко привёл основные части Вооружённых сил страны в полную боевую готовность; также сообщил о перехваченных телефонных звонках из Польши с командами «давить ментов», призвал простить силовиков «даже если они где-то ошиблись», но заявил, что больше половины синяков, которые демонстрировали пострадавшие, являются постановочными кадрами.
10 сентября 2020 года Лукашенко, представляя нового генерального прокурора Беларуси Андрея Шведа, заявил сотрудникам прокуратуры: «Когда осуществляется практически наглая интервенция, как я называю, извне и она подогревается изнутри и руководится извне, иногда не до законов, надо принять жесткие меры, чтобы остановить всякую дрянь».
10 октября 2020 года Лукашенко встретился в СИЗО КГБ с 12 политзаключёнными, среди которых были Виктор и Эдуард Бабарико, Лилия Власова, Юрий Воскресенский, Виталий Шкляров, Кирилл Бадей, Дмитрий Рабцевич, Максим Знак и Илья Салей, а также Сергей Тихановский. Разговор продолжался 4,5 часа, государственные СМИ заявили, что его содержание стороны решили сохранить в тайне, в показанных сюжетах утверждается, что речь шла о конституционной реформе. Вечером того же дня Рабцевичу и Воскресенскому изменили меру пресечения на подписку о невыезде.
20 октября 2020 года Лукашенко уволил ректоров Минского государственного лингвистического университета (МГЛУ), Белорусского государственного университета культуры и искусств (БГУКИ), Брестского государственного технического университета (БрГТУ). Студенты всех трёх вузов массово выходили на акции протеста.
30 октября 2020 года Лукашенко заявил, что протестующие преступили «красные линии» и должны быть наказаны с применением физического насилия.

### Реакция властных органов
С 15 по 27 июня были задержаны 7 наиболее популярных оппозиционных YouTube-блогеров, на фоне этих событий министр внутренних дел Юрий Караев 25 июня заявил, что протесты курируются с помощью интернет-сообществ и Telegram-каналов.
8 августа было сообщено, что по делу о стычках с ОМОНом в Минске проходит 17 человек.
Вечером 13 августа Наталья Кочанова заявила, что Лукашенко «услышал мнение трудовых коллективов и поручил разобраться по всем фактам задержаний, которые произошли в последние дни» и связала начавшееся освобождение арестованных с поручением Лукашенко, а не с переполненностью изоляторов временного содержания. О политических требованиях протестующих она не упомянула.
18 августа премьер-министр Роман Головченко заявил, что «все предприятия реального сектора экономики работают в штатном режиме. Конвейеры нигде не остановлены, люди работают», и пригрозил, что организаторы забастовок, привлекающие на свою сторону других сотрудников, будут компенсировать ущерб за препятствование работе предприятий.
22 октября пресс-секретарь МВД Ольга Чемоданова заявила, что мирные протесты в Беларуси перерастают в террористические угрозы.
15 января 2021 года в сети интернет была опубликована аудиозапись предполагаемого разговора заместителя Министра внутренних дел Республики Беларусь Николая Карпенкова с подчинёнными осенью 2020 года, в котором он докладывал о выданных ему Александром Лукашенко полномочиях по жёсткому, силовому подавлению протестов в Беларуси, карт-бланше на применение огнестрельного оружия. Голос на записи, прямо призывает убивать и калечить активных протестующих, используя травматическое оружие, в частности говорит следующее: «Ну, нанесите ему что-то, получается, в каком виде… Либо покалечить, либо изувечить, либо убить. Применять оружие прямо в лоб, прямо в лицо, прямо туда, после чего он уже никогда не вернется в то состояние, в котором он находился. Ну, откачают, так откачают. Не будет у него половины головного мозга — туда ему и дорога». Фоноскопическая экспертиза подтвердила, что голос на записи принадлежит Николаю Карпенкову, и не выявила признаков монтажа.
Ожидаемым назвал падение доверия к протестным акциям депутат Палаты представителей парламента Олег Гайдукевич, ссылаясь на опубликованные результаты масштабного исследования EcooM (12 января — 8 февраля 2021 года), проведенного с привлечением фонда «Украинская политика» и аккредитованных в Беларуси социологических центров.

### Реакция церкви
Белорусская православная церковь
10 августа 2020 года митрополит Минский и Заславский, патриарший экзарх всея Беларуси Павел (Пономарёв) поздравил Александра Лукашенко с избранием на пост президента Беларуси.
12 августа митрополит Павел призвал тех, «кто приехал в Беларусь, чтобы покуражиться», возвращаться в свои дома, оставить белорусскому народу право «самому жить и выбирать путь, по которому он пойдёт дальше», обратился к защитникам Отечества, чтобы они «соизмеряли свою власть и свои возможности по отношению к тем, кто сегодня думает, что есть и другой путь, но не знает, как правильно на него встать», обратился к родителям детей, вышедших на баррикады, что есть путь мира и согласия. 14 августа митрополит Павел заявил: «как глава Белорусской православной церкви я слышу вопль, слёзы и голос наших людей, которые просят меня сделать всё возможное, для того, чтобы нас услышали» и попросил Александра Лукашенко, чтобы он «сделал всё возможное, для того, чтобы остановить насилие», подчеркнул, что «насилие порождает новое насилие», «если пострадают ещё и невинные люди, то у многих людей появляются чувства обиды, досады и даже гнева» и призвал граждан страны не подстрекать, а молиться.
14 августа архиепископ Гродненский и Волковысский Артемий (Кищенко) обратился к клиру и пастве Гродненской епархии, заявив, что «кровь жертв и тяжкие страдания людей в эти дни — на совести тех, кто сознательно сам убивал, либо принуждал других убивать Правду», поддержав «опыт последних дней, когда на улицы наших городов вместо избитых мужей, сыновей, братьев вышли их жёны, матери, сёстры — с цветами и улыбками» и призвав справедливо, честно и открыто расследовать все факты обмана, насилия и жестокости. 16 августа архиепископ Артемий произнёс проповедь в Покровском кафедральном соборе Гродно, которую в Синодальном отделе Белорусской православной церкви по взаимоотношениям церкви и общества назвали формой выражения его личной гражданской позиции, отражающей личный взгляд на происходящее. 9 июня 2021 года архиепископ Артемий «почислен на покой по состоянию здоровья» решением Священного синода РПЦ.
15 августа Синод Белорусской православной церкви обратился к народу Беларуси о прекращении народного противостояния. Члены высшего органа управления Белорусской православной церкви отметили, что им известно о двух смертях и множестве раненных в столкновениях, избитых и искалеченных в изоляторах временного содержания. Иерархи категорически осудили насилие, пытки, унижения, безосновательные задержания, экстремизм во всех его формах и проявлениях, ложь и вероломство и выступили с призывом остановиться и прекратить противостояние. 25 августа 2020 года Священный синод РПЦ освободил митрополита Павла (Пономарёва) от должности патриаршего экзарха всея Беларуси «по его прошению».
Конференция католических епископов Беларуси

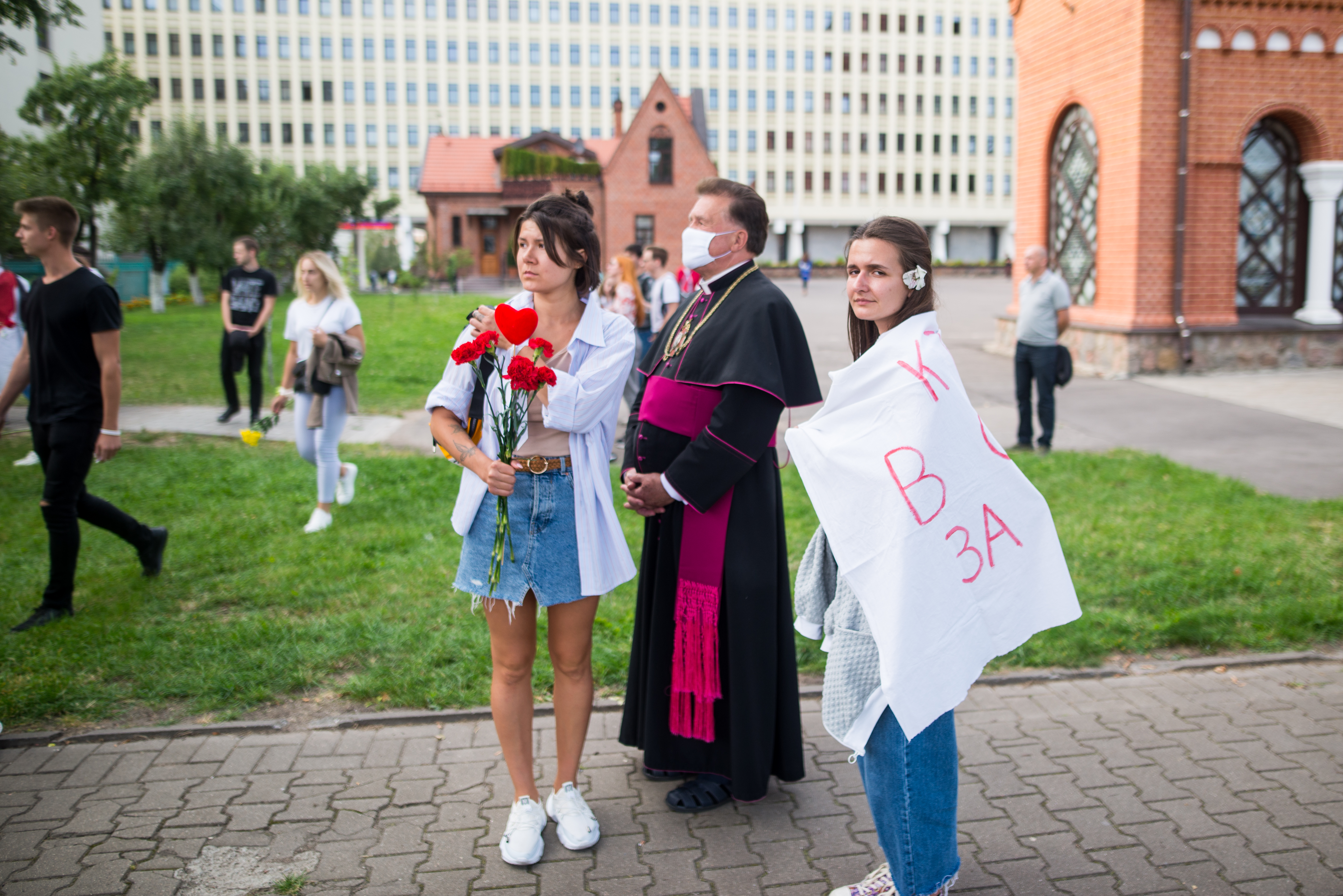
Каноник Владислав Завальнюк рядом с Красным Костёлом во время протестов в Минске 14 августа 2020 года

11 августа римско-католический архиепископ, митрополит Минско-Могилёвский Тадеуш Кондрусевич призвал к прекращению насилия и проведению экстренного круглого стола. 15 августа он осудил репрессии, а также призвал к началу конструктивного диалога власти с обществом, прекращению насилия и освобождению всех задержанных.
Белорусская автокефальная православная церковь (вне общения со Вселенским православием)
15 августа архиепископ Новогрудский, первоиерарх Белорусской автокефальной православной церкви Святослав (Логин) поддержал протестующих, раскритиковал митрополита Минского и Заславского, предстоятеля Белорусского экзархата РПЦ Павла (Пономарёва) за поздравление Лукашенко с победой ещё до официального объявления результатов выборов и призвал «белорусский народ защищать свою свободу выбора и будущее своего государства».

### Мнение деятелей культуры, науки и спорта
Лауреат Нобелевской премии по литературе Светлана Алексиевич призвала Александра Лукашенко добровольно сложить полномочия.
Сотрудники Национальной академии наук подписали обращение с осуждением насильственных методов МВД и его подразделений.
В знак солидарности с протестующими белорусские журналисты начали массово увольняться из государственных СМИ. В их числе Евгений Перлин, Сергей Козлович, Татьяна Бородкина, Александр Шустер, Татьяна Филипченко, Вера Каретникова, Ольга Богатыревич, Андрей Макаёнок, Владимир Бурко, Ольга Бельмач, Дмитрий Семченко (входил в президентский пул), Александр Лучонок, Павел Горбач, Катерина Водоносова, Илья Кононов, Максим Островский, Кирилл Нестерович, Анна Шалютина, Дмитрий Шунин, Татьяна Петручик. Уходить с государственного телевидения призвал шоумен, бывший ведущий ОНТ Дмитрий Кохно. Он обратился к некоторым коллегам и посоветовал им «сделать шаг, без скандалов и громких заявлений». Народная артистка Беларуси Зинаида Бондаренко поддержала решение журналистов.
Денис Дудинский, Владимир Пугач, Антон Мартыненко и другие белорусские ведущие и артисты поддержали протесты, исполнив песню «Ветер перемен» у здания Белтелерадиокомпании.
Белорусский писатель Саша Филипенко организовал онлайн-акцию «Бывший сын», где провёл «Солидарные чтения» в поддержку белорусов. В чтениях приняли участие 33 белорусских, российских и украинских артиста, в том числе Андрей Макаревич, Лявон Вольский, Ксения Раппопорт, Леонид Парфёнов, Вениамин Смехов, группа NaviBand, Светлана Зеленковская, Денис Дудинский. Саша Филипенко неоднократно выступал в защиту политических заключённых Беларуси в белорусской, российской, немецкой, английской, шведской, голландской, польской прессе, став одним из голосов протестного движения в Европе.
Актёры Могилёвского драматического театра написали заявления на выход из профсоюза. По словам руководителя литературно-драматической части театра Ольги Семченко, деятели культуры выразили свой протест против задержания режиссёра Владимира Петровича и в целом против задержаний в стране.
Десятки сотрудников Белорусской государственной филармонии приняли участие в митинге около концертного зала, спев христианский гимн «Магутны Божа».
О своей поддержке мирных протестов, с призывом остановить насилие заявили многие белорусские спортсмены: Надежда Остапчук, Дарья Домрачева, Мелитина Станюта, Иван Баранчик, Вера Лапко, Николай Сигневич, Арина Соболенко, Василий Хомутовский, Эльвира Герман, Сергей Долидович. Белорусские футбольные тренеры московского ЦСКА Виктор Гончаренко и волгоградского «Ротора» Александр Хацкевич раскритиковали ОМОН, Гончаренко к тому же потребовал честного подсчёта голосов. Белорусский футболист ЦСКА Илья Шкурин заявил, что не будет далее выступать за национальную сборную «до тех пор, пока действует режим Лукашенко». Четверо футболистов ФК БАТЭ поддержали задержанного во время акций протеста одноклубника Антона Сароку, заявив: «Антон не преступник, как и все другие задержанные». Гендиректор ФК БАТЭ Михаил Залевский, бывший сотрудник органов внутренних дел, в знак протеста против насилия выкинул свою форму в мусорную урну.
18 августа более чем 400 спортсменов подписали открытое письмо представителей спортивной отрасли Беларуси и потребовали признать выборы недействительными. 21 августа чемпион мира и призёр Олимпиады, метатель молота Вадим Девятовский заявил об отказе поддерживать Лукашенко.
Поддержали протестующих белорусов следующие белорусские артисты: Макс Корж, Вадим Галыгин, Диана Арбенина, Александра Бортич, Егор Бортник, Евгений Крыжановский, Анжелика Агурбаш, Тима Белорусских.
12 сентября 93 белорусских футболиста высшей и первой лиг, зарубежных чемпионатов, национальной и молодёжной сборных выступили с осуждением насилия в стране.

## Мнение деятелей культуры, науки, спорта и религии за рубежом

### В поддержку протестующих
Российский дирижёр и скрипач Владимир Спиваков выступил с критикой режима Лукашенко и отказался от ордена Франциска Скорины. Поддержали протестующих также Илон Маск, Боно, Джаред Лето, Александра Бортич, Михаил Горбачёв, Гарри Каспаров, Марк Руффало, Мирон Фёдоров, Иван Алексеев, Сергей Михалок, Иван Ургант, Гарик Сукачёв, Сергей Шнуров, Ольга Полякова, Alyona Alyona, Мария Ефросинина, Екатерина Осадчая, Виталий Кличко, Лолита Милявская, Дмитрий Губерниев, Андрей Макаревич, Михаил Ширвиндт, Лия Ахеджакова, Эми Ли, Дмитрий Шепелев, Борис Гребенщиков, Юрий Шевчук, Монеточка, Александр Васильев, Айгель Гайсина, Илья Барамия, Гречка (Анастасия Иванова) и др.
По инициативе живущих в Москве писателей Чингиза Гусейнова и его супруги Елены Твердисловы группа азербайджанских интеллигентов, состоящая из более чем 30 учёных, журналистов, политиков, деятелей кино и специалистов в других отраслях, выступила с обращением к мировому сообществу с призывом защитить граждан Беларуси, подвергающихся тяжёлым репрессиям со стороны режима Лукашенко.
Идёт сбор подписей Обращения к Учёному совету и ректору МГУ имени М. В. Ломоносова «Глава репрессивного режима не может быть почётным профессором МГУ» с предложением лишить А. Лукашенко звания почётного профессора МГУ.

### В поддержку Лукашенко и силовых структур
Бывший биатлонист Александр Тихонов высказался в поддержку президента Лукашенко и раскритиковал протестующих за отсутствие конкретики в требованиях. Российская телеведущая Ольга Скабеева поддержала действия белорусского ОМОНа во время протестных акций.
Не отрицая отличий белорусского протеста от украинского, бывший премьер-министр Украины Николай Азаров отметил, что сценарии Майдана и в Киеве, и в Минске опираются на идеи о ненасильственных методах свержения правительств Джина Шарпа.
Белорусский музыкант Сергей Пархоменко назвал Лукашенко «хранителем баланса в Беларуси», выразив сомнение в жёсткой реакционной политике властей по отношению к митингующим.

### Реакция представителей церквей
25 августа Священный Синод Русской православной церкви одобрил «Обращение Синода Белорусской Православной Церкви к народу Республики Беларусь о прекращении народного противостояния», сделанное им 15 августа. Священный Синод призвал провести «тщательное расследование властями Республики Беларусь всех случаев применения насилия как к гражданам, так и к сотрудникам сил правопорядка, и наказание виновных в нарушении закона». Скандально известный бывший схиигумен Сергий (Романов) обратил внимание белорусов на опыт Украины и предостерёг их от «майдана».
В поддержку протестующих выступил предстоятель ПЦУ Епифаний (Думенко).
22 ноября непризнанная Белорусская автокефальная православная церковь предала анафеме Александра Лукашенко. В тексте анафемы он называется бывшим президентом, самозванцем и палачом, который «совершает беззаконие, преследует и убивает православных и других мирных христиан за правду» в Беларуси.

## Международная реакция

### Признание и поддержка Лукашенко как легитимного президента

Международная реакция на переизбрание Лукашенко:
Беларусь
признали Лукашенко
Не признали результаты выборов или выразили озабоченность
Без реакции

До объявления ЦИК окончательных результатов выборов свои поздравления с победой Александру Лукашенко прислали руководители следующих государств:
- Китая[430];
- России[430];
- Азербайджана[430];
- Армении[430];
- Вьетнама[431];
- Казахстана[430];
- Киргизии[430];
- Молдавии[430];
- Никарагуа[432];
- Омана[433];
- Таджикистана[430];
- Турции[430];
- Узбекистана[430];
- Венесуэлы (частично признанное правительство Мадуро)[430];
- Сирии (частично признанное правительство Асада)[431];
- частично признанной Республики Абхазия[434];
- частично признанной Республики Южная Осетия[434].

Также Лукашенко поздравили генсек ОДКБ Станислав Зась, исполнительный секретарь СНГ Сергей Лебедев, председатель Коллегии ЕЭК Михаил Мясникович, член Президиума Боснии и Герцеговины Милорад Додик и Патриарх Московский и всея Руси Кирилл. В дальнейшем о признании Александра Лукашенко в качестве легитимного президента Беларуси заявил Министр иностранных дел Кубы Бруно Родригес Паррилья. После инаугурации свои поздравления прислал также Президент Туркмении Гурбангулы Бердымухамедов. В поддержку Лукашенко выступил Союз коммунистических партий — Коммунистическая партия Советского Союза.
Принятые Беларусью 2 октября контрсанкции против ЕС — в ответ на вмешательство во внутренние дела страны — автоматически поддержала и начала применять Россия в соответствии с союзническими обязательствами. Об этом заявила официальный представитель МИДа Мария Захарова.

### Поддержка протестующих, критика и непризнание Лукашенко как легитимного президента
Санкции против белорусских физических и юридических лиц. Секторальные санкции
О введении национальных санкций в связи с действиями правительства Лукашенко первыми объявили Литва, Латвия и Эстония — с 31 августа 2020 года они ограничили въезд на свою территорию 30 белорусским чиновникам, включая Александра Лукашенко. 25 сентября они расширили санкции: Эстония распространила их на 98 белорусских чиновников, Латвия — на 101, Литва — на «существенное количество».
Министерство помощи развития Швеции заморозило помощь, выделявшуюся на проекты с участием белорусских государственных субъектов.
27 августа министр иностранных дел Украины Дмитрий Кулеба сообщил о приостановке всех отношений Украины с Беларусью до тех пор, пока «эти контакты не будут нести ни репутационных, ни политических, ни моральных потерь для Украины».
28 сентября санкции против Александра Лукашенко и других белорусских должностных лиц ввели Великобритания (8 фигурантов) и Канада (11 фигурантов). 14 октября Канада дополнительно ввела санкции против 31 белорусского чиновника.
19 августа Европейский совет принял решение о разработке и введении санкций против «значительного числа тех, кто несёт ответственность за насилие в республике и фальсификацию на выборах». Однако их введение было заблокировано Республикой Кипр, наложившей вето на данное решение до введения санкций против Турции. Вето было преодолено 2 октября, когда лидеры стран Европейского союза согласовали список из 40 белорусских чиновников, чьи активы в ЕС были заморожены. Им же был запрещён въезд в ЕС. В тот же день расширили существующие санкции в отношении Беларуси с 16 до 24 человек и США.
Заявление Европейского совета о намерении ввести санкции официально поддержали Северная Македония, Черногория, Сербия, Албания, Босния и Герцеговина, Исландия, Лихтенштейн, Норвегия и Украина
13 октября санкции против 40 белорусских чиновников ввела Швейцария, расширив ранее введённый санкционный список.
В апреле 2021 года США ввели санкции против девяти белорусских компаний, включая государственную нефтяную компанию «Белнефтехим», химический завод «Гродно Азот» и НПЗ «Нафтан».
24 июня 2021 года в связи с нарушениями прав человека в Беларуси, репрессиями против гражданского общества, демократической оппозиции и журналистов, а также принудительной посадкой в Минске самолёта ирландской авиакомпании «Ryanair» и последующим задержанием журналиста Романа Протасевича и его девушки Софии Сапеги, Совет Евросоюза утвердил секторальные санкции против основных экспортных отраслей Беларуси. Была запрещена поставка в Беларусь товаров и технологий двойного назначения, а также оборудования, технологий или программного обеспечения, основное назначение которых — мониторинг или перехват телефонных и интернет-коммуникаций. Была ограничена торговля нефтепродуктами, хлоридом калия и товарами, необходимыми для производства табачных изделий. Ряд иностранных авиакомпаний с мая 2021 года прекратили полеты в воздушном пространстве Беларуси. Упущенная выгода от перелётов оценивалась в 70 тыс. евро в день.
По данным белорусского правительства, суммарный ущерб Беларуси от финансовых и торговых санкций США и Евросоюза составил 1,68 млрд долларов (2,9 % ВВП).
Непризнание результатов выборов и легитимности Лукашенко
О непризнании Александра Лукашенко легитимным президентом Беларуси заявили официальные представители:
- Европейского союза[450];
- Великобритании[436];
- США[436];
- Франции[451];
- Германии[436];
- Дании[436];
- Канады[436];
- Латвии[436];
- Литвы[436];
- Нидерландов[452];
- Норвегии[452];
- Польши[436];
- Словакии[436];
- Украины[436];
- Чехии[436];
- Швеции[452];
- Эстонии[436];
- Рады БНР в изгнании[453];
- Международного демократического союза[454];
- Центристского демократического интернационала[454];
- Прогрессивного альянса[455];
- Европейской народной партии[456];
- Партии европейских социалистов[437] и Прогрессивного альянса социалистов и демократов[456];
- фракции Европарламента «Обновляя Европу»[456];
- Европейской партии зелёных[437] и «Зелёных» — Европейского свободного альянса[456];
- Партии европейских консерваторов и реформистов[454] и фракции «Европейских консерваторов и реформистов»[456].

Помимо этого, только о непризнании итогов выборов в связи с их фальсификацией заявил Социалистический интернационал, Президиум Боснии и Герцеговины и министр иностранных дел Ирландии Саймон Ковени.
О необходимости проведения повторных выборов в присутствии международных наблюдателей заявили представители:
- США[459];
- Австрии[460];
- Латвии[461];
- Литвы[462];
- Люксембурга[463];
- Нидерландов[464];
- Польши[465];
- Словении[466];
- Украины[467];
- Чехии[468];
- Эстонии[462];
- Социнтерна[437];
- МДС[454];
- ЦДИ[454];
- ЕНП[454];
- ПЕКР[454].

Критика насилия и нарушений прав человека, помощь пострадавшим
Рада БНР, действующая в изгнании, осудила отказ в регистрации кандидатов, выступающих против Лукашенко, потребовала немедленного освобождения всех активистов, политиков, журналистов и блогеров, задержанных по политическим мотивам, и призвала «все демократические страны оказать политическое и экономическое давление на авторитарный режим в Беларуси».
Осудили насилие против протестующих и призвали соблюдать права человека:
- верховный комиссар ООН по правам человека Мишель Бачелет[470];
- глава Парламентской ассамблеи ОБСЕ Георгий Церетели[471];
- генеральный секретарь НАТО Йенс Столтенберг[472];
- председатель Европейской комиссии Урсула фон дер Ляйен[429];
- председатель Европейского парламента Давид Сассоли[473];
- верховный представитель Союза по иностранным делам и политике безопасности Жозеп Боррель[429];
- федеральный канцлер Германии Ангела Меркель[474];
- федеральный канцлер Австрии Себастьян Курц[466];
- президент Словакии Зузана Чапутова и министр иностранных дел Словакии Иван Корчок[475][476];
- премьер-министр Швеции Стефан Лёвен[477];
- министр иностранных дел Норвегии Ине Мари Эриксен Сёрейде[478];
- министр иностранных дел Ирландии Саймон Ковени[458];
- министр иностранных дел Канады Франсуа-Филип Шампань[458];
- Прогрессивный альянс[455];
- Международный демократический союз[454];
- Центристский демократический интернационал[454];
- президент ЕНП в Европарламенте Манфред Вебер[456];
- председатель группы S&D в Европарламенте Ираче Гарсия[456];
- президент фракции «Обновляя Европу» в Европарламенте Дачиан Чолош[456];
- сопрезиденты «Зелёных» — ЕСА в Европарламенте Ска Келлер и Филипп Ламбертс[англ.][456];
- сопрезиденты ЕКР в Европарламенте Рышард Легутко и Раффаэле Фитто[456];
- президент «Европейских левых» Хайнц Бирбаум[нем.][437].

Европейский вещательный союз осудил нападения полиции на местных и иностранных журналистов, требуя, чтобы свобода выражения мнения в Беларуси уважалась как одно из основных прав человека, закреплённых в многочисленных международных документах, включая статью 19 Всеобщей декларации прав человека, статью 19 Международного пакта о гражданских и политических правах и статью 10 Европейской конвенции о правах человека. Репрессии против журналистов осудили также «Репортёры без границ».
Первоиерарх Православной церкви Украины, митрополит Киевский и всея Украины Епифаний (Думенко) пожелал белорусскому народу найти свой собственный ответ на вызовы, защитить свои достоинство и свободу, демократическое и независимое будущее своего государства, приобщил «свой голос к заявлениям тех многочисленных государств, международных и гражданских институтов, кто настойчиво призывает к немедленному прекращению насилия, освобождению тысяч невинно задержанных и проведению конструктивного диалога между руководством Беларуси и гражданским обществом для мирного выхода из кризиса», а также подчеркнул, что Православная церковь Беларуси имеет основания и право просить Вселенский патриархат о предоставлении томоса об автокефалии, когда на то будет её желание.
5 сентября 2020 года польский информационный интернет-сервис RMF24 сообщил, что в Польше прокуратура начала расследование по факту ареста, избиения и пыток белорусскими силовиками трёх поляков, задержанных в Минске 9 августа.
Министр иностранных дел Литвы Линас Линкявичюс заявил, что «Литва по гуманитарным соображениям готова и рассматривает возможность принимать белорусов, страдающих от продолжающегося жестокого обращения». Также Литва предоставила убежище и охрану бывшему кандидату в президенты Беларуси Светлане Тихановской, а правительство Литвы утвердило положение, согласно которому белорусы могут въехать на территорию Литвы, несмотря на все ограничения по COVID-19, но «с особыми гуманитарными политическими целями». В дальнейшем о готовности своих стран принять политических беженцев из Беларуси заявили министр иностранных дел Латвии Эдгар Ринкевич и заместитель министра иностранных дел Польши Марчин Пшидач. В свою очередь, кабинет министров Украины по поручению президента Владимира Зеленского, несмотря на закрытие границ для иностранцев в рамках карантина, принял решение «о поддержке граждан Беларуси в случае обращения их о пребывании».
Кроме того, Европейский совет согласовал выделение на поддержку Беларуси 53 млн евро, из которых: 50 млн на борьбу с пандемией коронавируса, 2 млн. — на поддержку жертв репрессий, 1 млн. — на помощь независимым СМИ и организациям гражданского общества. Также о выделении 10 млн. чешских крон пострадавшим от репрессий белорусам объявило правительство Чехии. Помимо этого белорусам, которые пострадали во время и после акций протеста, в Чехии была предложена бесплатная медицинская помощь и реабилитация (преимущественно тем, у кого из-за опасности отсутствовала возможность лечиться в Беларуси и кому требовалась операция и/или серьёзная реабилитация и/или кризисная помощь после изнасилования), включающая бесплатный проезд, проживание, лечение, реабилитацию и помощь белорусских психотерапевтов, работающих в Чехии, а также визовая поддержка.
Акции в поддержку белорусской оппозиции

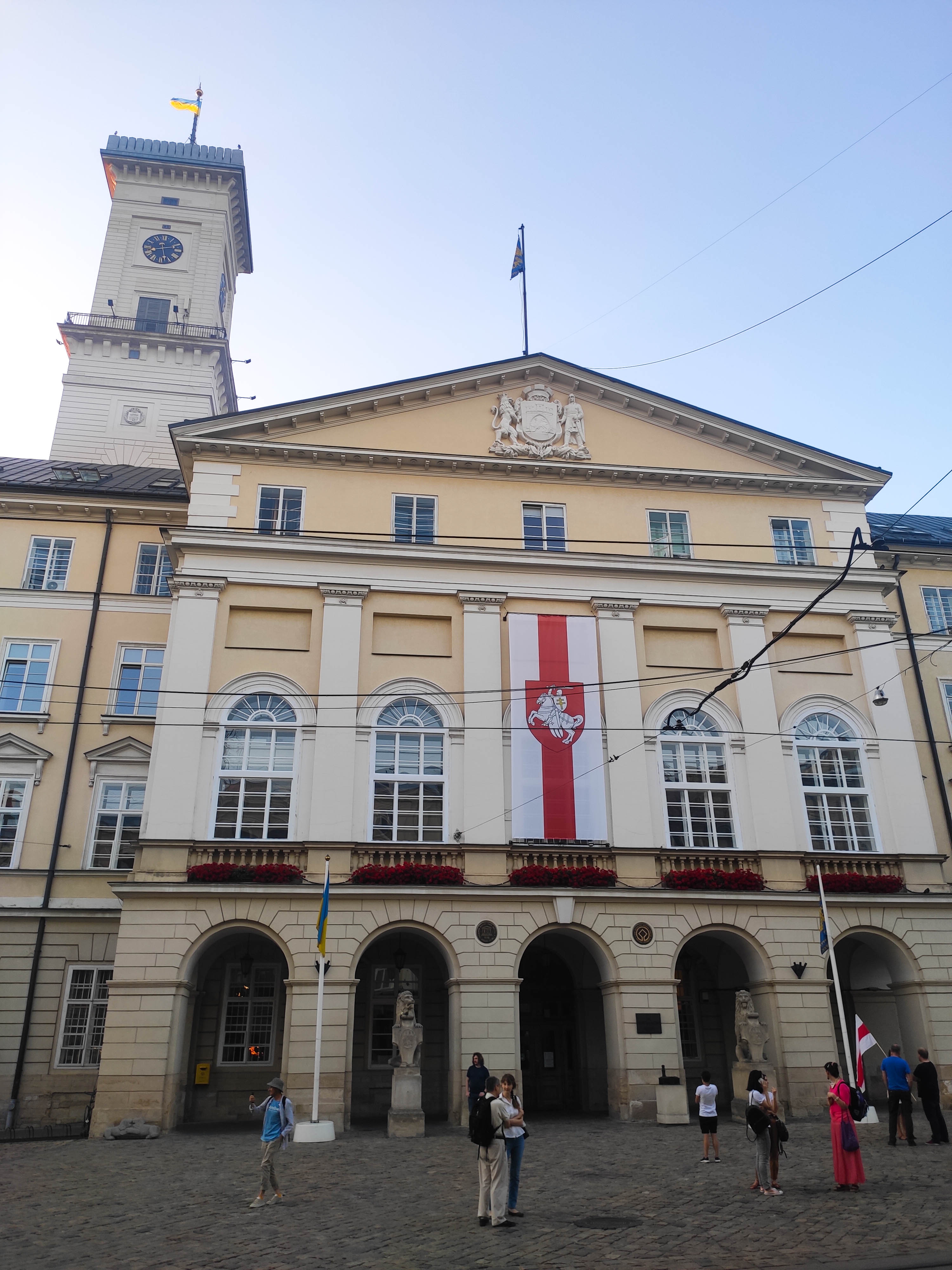
Бело-красно-белый флаг на Львовской ратуше. Украина, Львов, август 2020 года

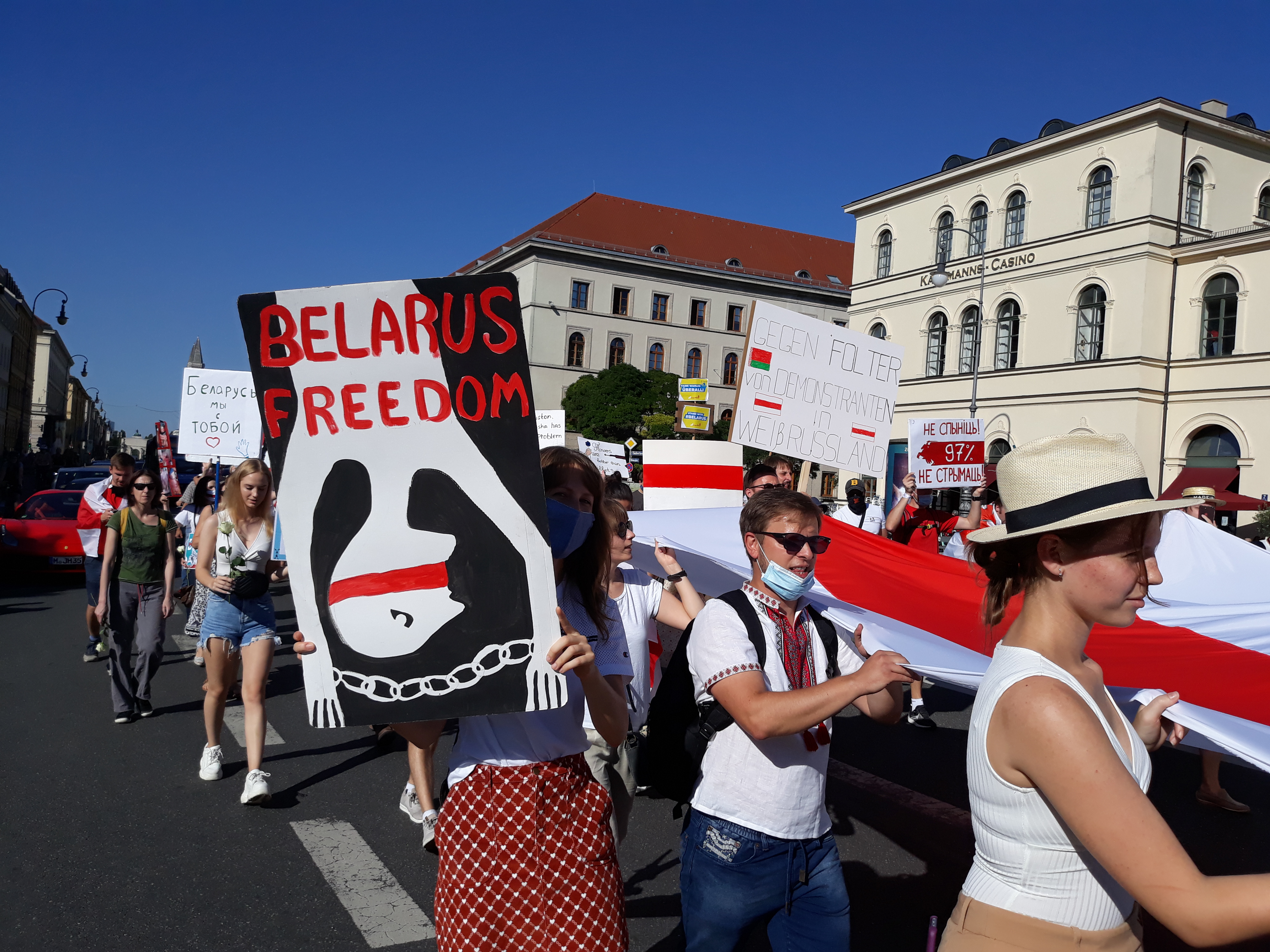
Марш в поддержку белорусской оппозиции в Мюнхене (21 августа 2020 года)

У посольств Беларуси в более чем 30 городах не менее 20 стран были проведены акции в поддержку белорусской оппозиции и с требованиями освободить задержанных.
15 августа российская «Новая газета» начала именовать Александра Лукашенко «самопровозглашённым президентом Беларуси». 16 августа входящие в одну медиагруппу украинские издания «Украинская правда», «Европейская правда» и «Историческая правда» договорились называть Лукашенко «особой, исполняющей обязанности президента Беларуси», а после инаугурации — «самопровозглашённым». Украинский журнал «Новое время» позволил бесплатно использовать свою обложку с портретом «кровавого Лукашенко». В свою очередь, Литовское национальное радио и телевидение изменило логотип в знак солидарности с белорусами.
В знак солидарности с протестующими бело-красно-белый флаг вывесили Львовский городской совет, Киевская городская государственная администрация и мэрия Белостока. Также в цвета белорусского национального флага подсветили монумент Три креста в Вильнюсе и Дворец Грашалковичей в Братиславе, а общественный транспорт Вильнюса начал курсировать с надписями на табло «Vilnius Loves Belarus».
В совместном заявлении США и ещё более пятидесяти стран и ЕС о ситуации с правами человека в Беларуси от 26 октября 2020 года были осуждены массовые нарушения прав человека в связи с президентскими выборами, которые «не были ни свободными, ни справедливыми».

### Попытки урегулирования
13 августа президенты Литвы Гитанас Науседа, Латвии Эгилс Левитс, Эстонии Керсти Кальюлайд и Польши Анджей Дуда в совместном заявлении потребовали от Александра Лукашенко:
- деэскалации ситуации и немедленного прекращения применения силы против белорусского народа;
- срочного освобождения всех задержанных участников протеста, прекращения дальнейших преследований;
- немедленного начала диалога с белорусским народом, организации круглого стола по национальному примирению с участием представителей правительства и гражданского общества.

Они заверили, что в случае выполнения этих требований двери для сотрудничества с международным сообществом останутся открытыми. Также они выразили готовность «предложить свои посреднические усилия для достижения мирного урегулирования в Беларуси и укрепления независимости и суверенитета вашей страны».
Ранее с аналогичным призывом и предложением помощи совместно выступили министры иностранных дел Люблинского треугольника (Литвы, Польши и Украины). Подобный призыв совместно опубликовали и министры иностранных дел Nordic-Baltic Eight (Дании, Эстонии, Финляндии, Исландии, Латвии, Литвы, Норвегии и Швеции).
В ответ Александр Лукашенко заявил, что для урегулирования ситуации в стране зарубежные посредники не нужны.

### Реакция государств на обвинения Лукашенко
10 августа министр иностранных дел Польши Яцек Чапутович отверг обвинения президента Беларуси Александра Лукашенко в том, что Варшава позволила себе вмешательство в выборы президента республики.
13 августа посла Беларуси вызвали в Министерство иностранных дел Чехии после заявления Александра Лукашенко о том, что поствыборными протестами в стране якобы управляли в том числе из Чехии.
Президент Украины Владимир Зеленский отверг обвинения во вмешательстве во внутренние дела Беларуси. Министр иностранных дел Украины Дмитрий Кулеба впервые в дипломатической истории двух государств вызвал посла Украины в Беларуси Игоря Кизима на консультации в Киев для оценки перспектив белорусско-украинских отношений из-за недопустимых действий Минска.

## Иностранное вмешательство

### Россия

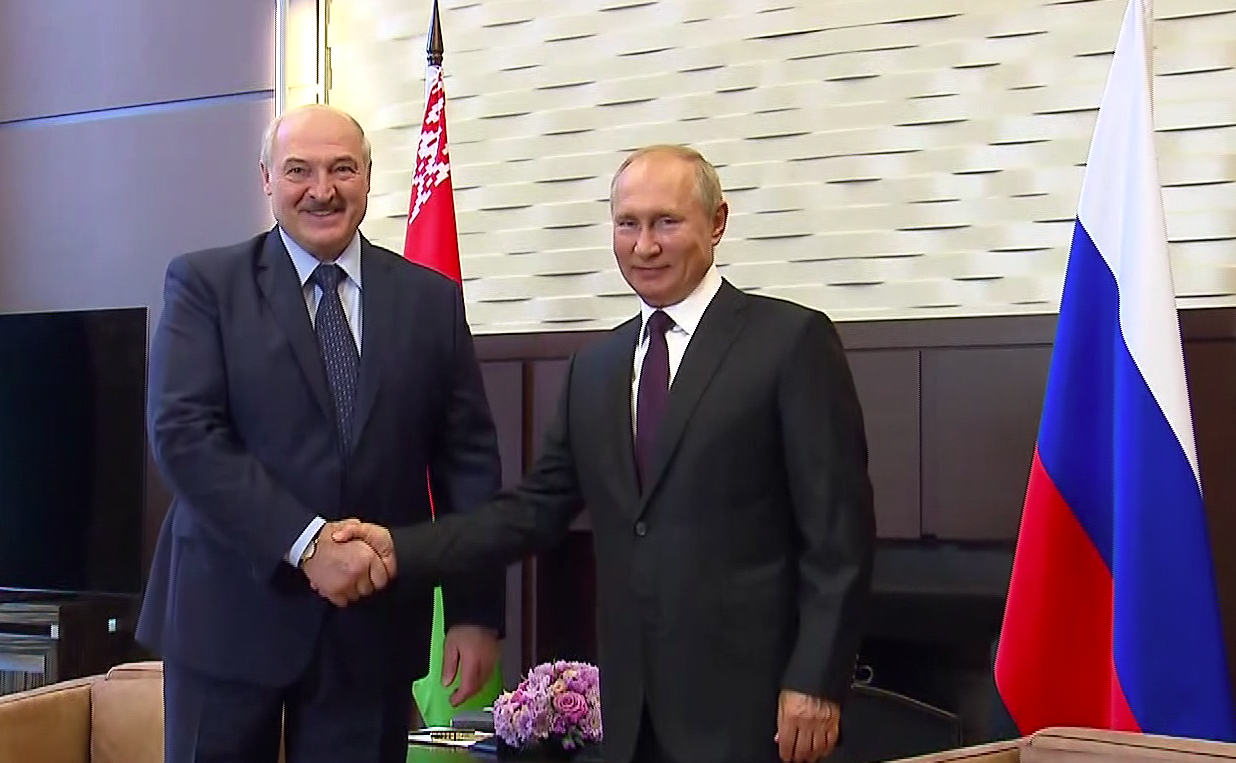
Встреча А. Лукашенко с В. Путиным. Россия, Сочи, 14 сентября 2020 года

В преддверии выборов белорусско-российские отношения находились в состоянии вялотекущего конфликта.
4 июня Лукашенко сообщил, о влиянии российской стороны, которая продвигала своих сторонников. Однако, по словам Лукашенко, их планы выходят из под контроля и в итоге «на деньги российских олигархов они к власти ведут вот эту отмороженную, так называемую радикальную оппозицию Беларуси». Белорусский президент также обвинил первого замминистра экономического развития РФ, бывшего посла в Минске Михаила Бабича в том, что тот координирует кампанию антибелорусских фейков в популярных российских телеграм-каналах.
18 июня задержали одного из кандидатов — Виктора Бабарику. Объясняя этот арест, глава Комитета госконтроля Иван Тертель заявил, что за банкиром стояли «большие начальники в „Газпроме“, а может быть, и выше».
17 августа ведущие политические партии Европарламента выпустили совместное заявление, в котором призвали Россию не вмешиваться в ситуацию в Беларуси. Американские конгрессмены осудили предложение Москвы «направить российскую военную помощь Беларуси на фоне продолжающихся мирных протестов». В этот же день бывший помощник Президента США по национальной безопасности Джон Болтон обратился к Президенту США Дональду Трампу с призывом послать Москве «ясный сигнал» о недопустимости вмешательства в ситуацию в Беларуси.
18 августа генеральный штаб Вооружённых сил Беларуси не допустил прилёта в аэропорт под Минском российского самолёта со 155 людьми на борту, который должен был приземлиться в Мачулищах под Минском «в интересах МВД Беларуси» с целью «перевозки личного состава и имущества войск Национальной гвардии России».
19 августа рабочие места бастующих работников Белтелерадиокомпании заняли штрейкбрехеры. Режиссёр Белтелерадиокомпании Алёна Мартиновская сообщила, что бастующих сотрудников заменяют людьми из России, «прилетело два самолёта сотрудников из России, которые выполняют наши функции за очень большую сумму».
На фоне протестов среди журналистов государственных СМИ Александр Лукашенко 21 августа сообщил о приглашении в страну российских журналистов. 31 августа двое действующих сотрудников Белтелерадиокомпании рассказали РБК, что на работу в их компанию после объявления забастовки приезжали две бригады технических специалистов из российского государственного телеканала RT, который, по словам сотрудника АТН, начал давать готовые сюжеты для его телеканала. 1 сентября в интервью RT Лукашенко поблагодарил его технический персонал, журналистов и руководителя за оказанную поддержку.
27 августа президент России Владимир Путин заявил, что в России по просьбе Лукашенко сформирован резерв из сотрудников правоохранительных органов для помощи Беларуси в случае, если ситуация выйдет из-под контроля властей. Действия правоохранительных органов Беларуси Путин назвал сдержанными.
Также между Лукашенко и Путиным была достигнута договорённость о рефинансировании белорусского долга в размере $1 млрд.

### Украина
28 августа глава украинского МИДа Дмитрий Кулеба заявил, что Украина приостановила все контакты с Беларусью на неопределённый срок. Он уточнил, что Киев возобновит контакты с Беларусью, только когда убедится, что они не принесут репутационные, политические или моральные потери государству.
3 сентября в ходе совместной пресс-конференции глав МИД РФ и РБ российский дипломат Сергей Лавров заявил, что у России есть подтверждённая информация о наличии на территории Беларуси 200 украинских боевиков, подготовка которых осуществляется на территории Волынской и Днепропетровской областей, а боевики являются членами C14, Правого сектора и Нацкорпуса. Глава МИД Украины Дмитрий Кулеба назвал это заявление «бредом» и «плодом болезненной фантазии».
Присоединение Киева к непризнанию инаугурации Лукашенко вызвало гневную ответную реакцию. В официальном заявлении Министерства иностранных дел Беларуси подчёркивается, что украинские власти даже не пытаются закамуфлировать несамостоятельность в принятии своих внешнеполитических решений. На эту тему высказались также и другие эксперты — посол Беларуси на Украине Игорь Сокол, сопредседатель белорусской гражданской инициативы «Союз» Сергей Лущ, журналист и политический аналитик Павел Карназыцкий, член Центрального правления Республиканской партии Беларуси Андрей Божко. По общему мнению, Минск не собирается закрывать глаза на действия Украины, поскольку обострение ситуации может сильно ударить по экономике обеих стран.
1 октября на сайте белорусского посольства в Киеве появилась информация о встрече в украинском МИДе. В ней отмечается, что недружественные жесты со стороны Украины не способствуют сохранению доверия в белорусско-украинских отношениях и рассматриваются как попытка вмешательства во внутренние дела Беларуси.
Информация о подписанном президентом Украины 4 октября указе «О некоторых мерах по привлечению предпринимателей, высококвалифицированных специалистов, являющихся гражданами Республики Беларусь» появилась на израильском русскоязычном телевизионном 9 канале под заголовком: «Зеленский решил отнять у Лукашенко высококвалифицированных специалистов в сфере высоких технологий».

### США и Европа
18 августа шведский политик и дипломат Карл Бильдт опубликовал на портале «Project Syndicate» статью «Армянская модель для Беларуси» (англ. The Armenian Model for Belarus).
31 августа Эстония инициировала заседание Совета Безопасности ООН по «формуле Арриа» на тему соблюдения прав человека в Беларуси. 4 сентября на состоявшейся встрече по видеосвязи высказался первый зампостпреда России при ООН Дмитрий Полянский. Он заявил об откровенном вмешательстве иностранных государств во внутренние дела Беларуси с целью смены режима.
4 сентября белорусский государственный телеканал ОНТ опубликовал новость, в которой заявил, что радиоэлектронная военная разведка перехватила разговор между варшавским и берлинским абонентами. Согласно обнародованной записи, отравление российского оппозиционного политика А. Навального тесно связано с событиями в Беларуси, а цель отравления — заставить российского президента В. Путина отвлечься от этих событий и переключить внимание на внутренние проблемы России. «Запись разговора» с расшифровкой опубликовали также информационные источники Meduza, TUT.BY, ТАСС и другие. Германия и Польша опровергли факт наличия подобных переговоров. Опубликованный текст вызвал сомнения в подлинности диалога и насмешки интернет-сообщества.
20 сентября живущие в Варшаве авторы Telegram-канала «NEXTA» предложили протестующим более радикальный план действий, чем раньше. Силовики через провластный Telegram-канал «Желтые сливы» ответили, что воспринимают призывы из Польши окружить Дворец Независимости как прямую агрессию. Подробную информацию опубликовала общественно-политическая газета «Коммерсантъ», которая сообщила и об анонсированной на сайте Госдепа США встрече в Литве координатора Нейтана Сейлса с представителями белорусского гражданского общества для обсуждения возможностей поддержки из США.
По информации БелТА, в пресс-службе Верховного суда сообщили, что решением суда Центрального района Минска от 20 октября 2020 года канал и логотип NEXTA признаны экстремистскими материалами. При этом видоизменение логотипа не снимет ответственности за распространение экстремистских материалов.
В сентябре 2020 года выступил с заявлением директор Службы внешней разведки РФ Сергей Нарышкин, в котором сообщил, что США ещё с 2019 года направили на предстоящие антиправительственные выступления порядка 20 млн долларов. На эти деньги осуществлялось формирование сети независимых блогеров и информационных аккаунтов в соцсетях, подготовка активистов к проведению уличных акций. Он отметил вмешательство в том числе и в религиозную ситуацию в стране, работу по более активному подключению католических священников к участию в антиправительственных выступлениях. С его слов, в стране готовилась крупная провокация, которая предполагала арест или даже убийство авторитетного католического священнослужителя. Сама Светлана Тихановская «находится под плотным колпаком США». От также отметил повышение активности силового крыла протестов, которое составляли радикальные националисты. В Минске 22 октября Сергей Нарышкин назвал очевидным влияние извне на попытки неконституционными методами изменить политическую власть в Республике Беларусь. Он подчеркнул, что для начатой работы по реформе Конституции необходимо сохранение стабильности в государстве.
27 сентября на сессии Генеральной Ассамблеи ООН глава белорусского МИДа Владимир Макей заявил, что вслед за неудавшимся навязыванием стране цветной революции Минск испытывает внешнее вмешательство, нацеленное на подрыв государственного строя.
8 октября президент САР высказался про политику Запада в отношении Сирии и Беларуси. По словам Башара Асада: «Запад использует в Беларуси ту же стратегию, как и в Сирии — если в стране есть проблема, то в неё обязательно нужно вмешаться».
Принятую 4 ноября немецким Бундестагом резолюцию по Беларуси назвали неприкрытым вмешательством во внутренние дела своей страны председатели двух палат белорусского парламента — Наталья Кочанова и Владимир Андрейченко. По их словам, полное недоумение вызывает поддержка Германией экстремистских телеграм-каналов, призывающих к террористической деятельности в Беларуси.
12 ноября Сергей Лавров заявил об имеющихся подтверждениях, что из-за границы идут не только потоки денег для финансирования протестов, но также инструкции по изготовлению зажигательных смесей и взрывчатых веществ.
В апреле 2021 года Александр Лукашенко заявил о раскрытии плана оппозиции при поддержке «коллективного Запада» осуществить госпереворот и физически устранить самого Лукашенко.

### Пакет помощи Беларуси
9 ноября 2020 г. президент Литвы Гитанас Науседа заявил, что Литва, Польша и Румыния призывают ЕС подготовить пакет поддержки для Беларуси:
«Литва, Польша и Румыния решительно поддерживают народ Беларуси, свободу, права человека и демократию в Беларуси. Мы призываем ЕС подготовить пакет поддержки для будущей демократической Беларуси и способствовать её политической, экономической и социальной трансформации», — написал Науседа в Twitter.
Три страны, проявившие наибольший интерес к инициативе, выступили с заявлением о том, что Евросоюз должен предоставить Беларуси безвизовый режим, доступ к финансовым институтам и помочь Минску в присоединении к ВТО. Соответствующее предложение озвучено от имени президентов упомянутых стран:
«Мы считаем, что, поддерживая народ Беларуси, Европейский союз — как крупная мировая экономическая держава — должен предоставить пакет помощи для демократических экономических преобразований Беларуси», — сказано в тексте совместного заявления.
В рамках этого пакета помощи, уточняют авторы инициативы, Беларуси следует предоставить безвизовый режим. Всё это выступившие с заявлением страны называют «подготовкой позитивной повестки дня для Беларуси вместе с пакетом поддержки политических, экономических и социальных преобразований в стране».
К этому процессу польский, литовский и румынский президенты призывали присоединиться международное сообщество. При этом европейские соседи обещают «уважать решение белорусского народа», но с оговоркой: только принятое законным путём.

## Премия имени Сахарова
Белорусская оппозиция стала коллективным Лауреатом премии, ежегодно присуждаемой Европейским парламентом за защиту прав человека. Решение о её присуждении принял 22 октября президиум Европарламента по инициативе четырёх крупнейших фракций. 15 декабря Тихановская приняла премию на заседании Европейского парламента в Брюсселе.

## Освещение в СМИ
При освещении акций протеста в Беларуси была заметна поляризация СМИ в зависимости от принятия или непринятия Лукашенко и официальной позиции белорусских властей. Государственные СМИ Беларуси называют акции протеста беспорядками, создающими угрозу спокойной и безопасной жизни граждан. Заявляется о внешнем происхождении протестов, о подверженности протестующих манипуляциям.
Встречную агрессивную реакцию почувствовали на себе авторы государственных телеканалах «ОНТ» и «Беларусь 1», ведущие авторские программы — Григорий Азарёнок «Тайные пружины политики» и Ксения Лебедева «Это другое».
Публикации «Би-би-си» были посвящены сопоставлению освещения протестов на белорусском и на российском гостелевидении.
Негосударственные СМИ Беларуси обращали внимание на противостояние силовиков и демонстрантов, активно освещали факты насилия.
Западные СМИ уделяли событиям в Беларуси значительное внимание. Европейские СМИ видят в событиях противостояние «силовиков» и «демонстрантов», причём, если первых отличает «жестокость», то вторых — «решимость». Акции протеста характеризуются как «мирные».
26 августа агентство «Sputnik Беларусь» обратило внимание на невиданное в истории страны обилие фейков при освещении протестов, собрав яркие примеры опровергнутых горячих новостей.
29 августа 2020 МИД Беларуси лишил аккредитации корреспондентов Би-би-си, Радио Свобода, ARD, Франс пресс, Рейтер и Ассошиэйтед пресс, Deutsche Welle и RFI. Им запрещено освещать события в стране.
Государственные СМИ России признают победу Лукашенко в выборах убедительной и не вызывающей вопросов, называют оппозицию «радикальной», акцентируют внимание на уличных боях протестующих с ОМОНом, характеризуют акции протеста как «несанкционированные» и приравнивают протестное движение их к цветным революциям. При этом у российских государственных телеканалов и СМИ не было единой линии при освещении событий. Также государственные СМИ со ссылкой на ныне не существующий оппозиционный сайт отмечают требования «Реанимационного пакета реформ для Беларуси» по значительному снижению степени российско-белорусских отношений. С конца августа в общественно-политических ток-шоу на государственных российских телеканалах «Время покажет», «60 минут», «Вечер с Владимиром Соловьёвым» принимают участие белорусские политики, отстаивающие позиции Александра Лукашенко и критикующие оппозицию. Точка зрения этих политологов поддерживается ведущими и экспертами передач.
Негосударственные СМИ России подчёркивают отличие событий в Беларуси от событий 2014 года на Украине, отмечают жестокость силовиков и миролюбие белорусского народа, проводят аналогию между протестами и перестройкой.
10 ноября Владимир Путин во время онлайн-саммита ШОС, обращаясь к лидерам стран-участниц, назвал вмешательство во внутренние дела Беларуси развязанной против неё информационной и пропагандистской войной.

### В культуре
Группа Каста выпустила песню «Выходи гулять» в поддержку протестующих.
Кандидатом от Беларуси на «Евровидение-2021» была выбрана группа «Галасы ЗМеста», высмеивающая протесты против Лукашенко. Для выступления они предложили песню «Я научу тебя» с сатирой в адрес оппозиции. Европейский вещательный союз однако отклонил как первую, так и вторую заявку группы с «Песенкой про зайца».
Видеоблогер Юрий Дудь выпустил о протестах видео «NEXTA — главное медиа белорусского протеста» (2020) и «Как жить, если лишают родины» (2022).
Телеканал «Дождь» выпустил большой репортаж Марии Борзуновой «Страна в изгнании» (2021), также известный под названием «Как белорусы бегут от режима Лукашенко и на что надеются».
YouTube-канал «Редакция» выпустил видео «К чему ведёт новое белорусское обострение?» (2021) и «Как бывшие белорусские силовики борются с Лукашенко» (2021).
Группа Дай дарогу! выпустила песню «Экстремист» о репрессиях в отношении протестующих.

### В спорте
Отмена и последующий перенос чемпионата мира по хоккею с шайбой, помимо спортивной составляющей, отразились и на экономике Беларуси. Крупные европейские спонсоры мирового первенства заявили о своём бойкоте ЧМ в случае, если первенство не будет перенесено в другую страну. Белорусские власти в свою очередь ввели запрет на ряд продуктов компании Nivea, которая одной из первых поддержала бойкот.

## Уголовные дела в отношении участников протестов
Согласно информации генерального прокурора Беларуси Андрея Шведа, в начале октября по фактам массовых беспорядков и насильственных действий против сотрудников правопорядка, должностных лиц было возбуждено более 400 уголовных дел. К середине октября это число возросло до 500, а к концу октября до 657.
Уголовные дела стали активно рассматривать белорусские суды в начале 2021 года. Так, за февраль 2021 года всеми судами Беларуси были осуждены в уголовном порядке в связи с протестными акциями не менее 101 человека, которым назначили следующее наказание:
- Лишение свободы — 48 человек (в том числе 3 несовершеннолетних, получившие от 2 до 6 лет). Максимальный срок — 10 лет — получил Александр Кордюков;
- Ограничение свободы — 47 человек;
- Арест — 3 человека;
- Штраф — 3 человека.

101 осужденных в феврале 2021 года осудили по следующим статьям Уголовного кодекса Республики Беларусь:
- Статья 342 («Организация и подготовка действий, грубо нарушающих общественный порядок, либо активное участие в них») — не менее 39 человек;
- Статья 369 («Оскорбление представителя власти») — 18 человек;
- Статья 364 («Насилие либо угроза применения насилия в отношении сотрудника ОВД») — 15 человек;
- Статья 293 («Массовые беспорядки») — 12 человек;
- Статья 339 («Хулиганство») — 10 человек.

15 сентября 2021 года в преддверии Дня народного единства президент Александр Лукашенко подписал указ о помиловании тринадцати осуждённых.